# 2-02-27
2-02-27 (спочатку 620) — типовий проєкт цегляної чотириповерхової школи, розроблений у 1954 Гіпрогором, Москва (архітектори В. Смишляєв, А. Ципін, М. Іошпа; інженер М. Брудне) для 880 учнів. В 1955 проєкт був переглянутий (2-02-27К, Діпропрос при Міністерстві просвіти РРФСР) на 920 учнів. Школи за проєктом побудовані в Росії, Україні, Естонії та Білорусі. Останню школу відкрито у 1967.
П-подібний у плані об'єм з ризалітом на 15 кроків вікон на довгому фасаді. На бічних фасадах еркер сходів на 3 кроки від довгого фасаду і на 4 — від коротких. Внутрішні фасади мають 1 крок вікон з торців, 11 на центральному об'ємі та по 4 в крилах. Головний вхід може бути як з довгого боку, так і з внутрішнього. Ранішні будівлі мають портик і архітектурне оздоблення, пізніші не мають згідно постанови 1955 року про усунення надмірностей у будівництві.

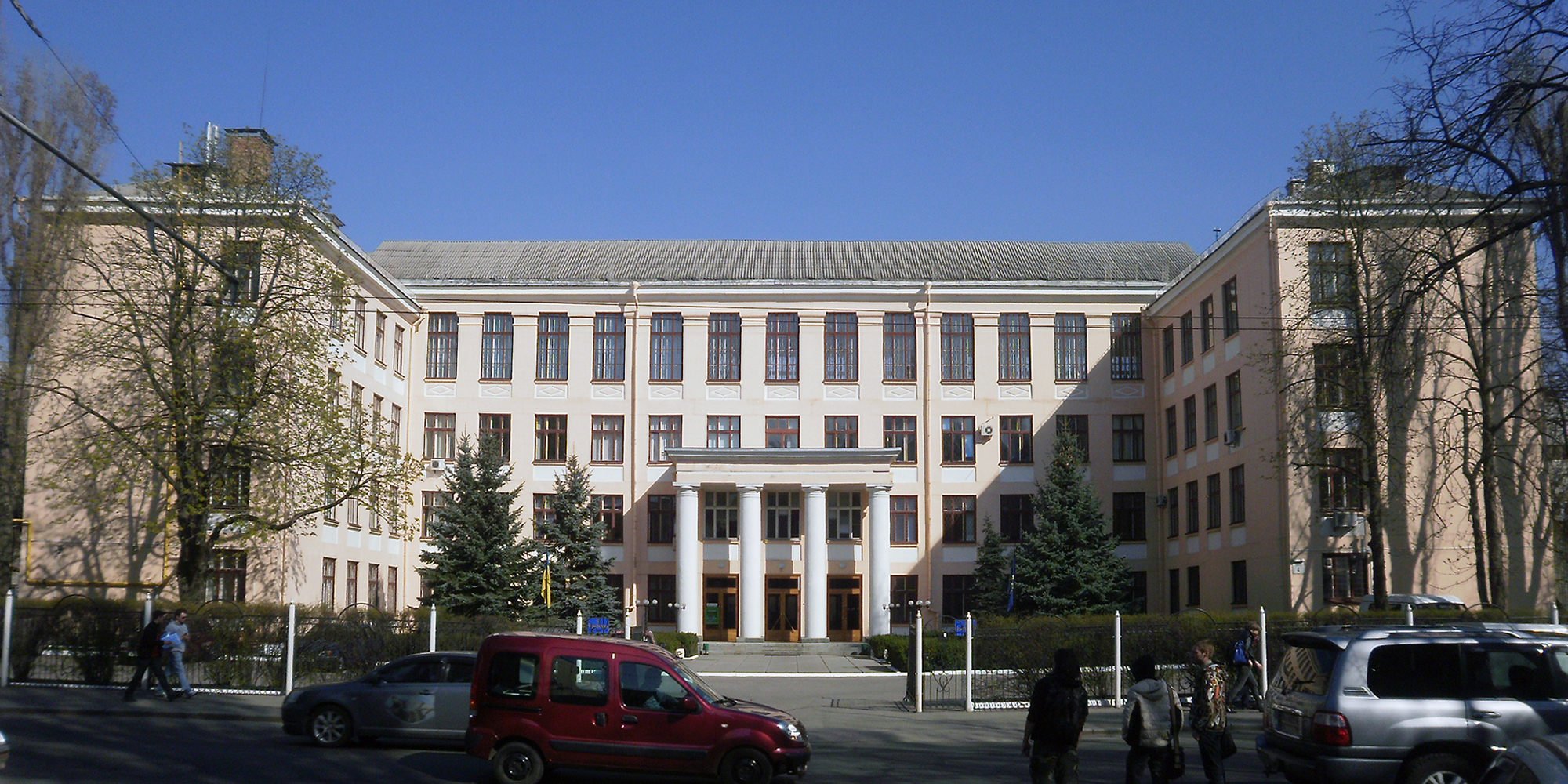
Редакція «Голосу України» — перша великоблочна школа

Плани 1 і 4 поверхів школи № 48 у Києві

В 1955 архітекторами Б. О. Ведерниковим і Н. І. Луговим та інженером В. Т. Поповим з Діпроцивільпромбуду (УРСР) був розроблений великоблочний варіант. Нині це редакція газети «Голос України».
Найпізніші великоблочні школи проєкту не мають еркерів та різаліту та мають 7 кроків вікон по бічних фасадах.

## Галерея

### парадний вхід із головноїфасади

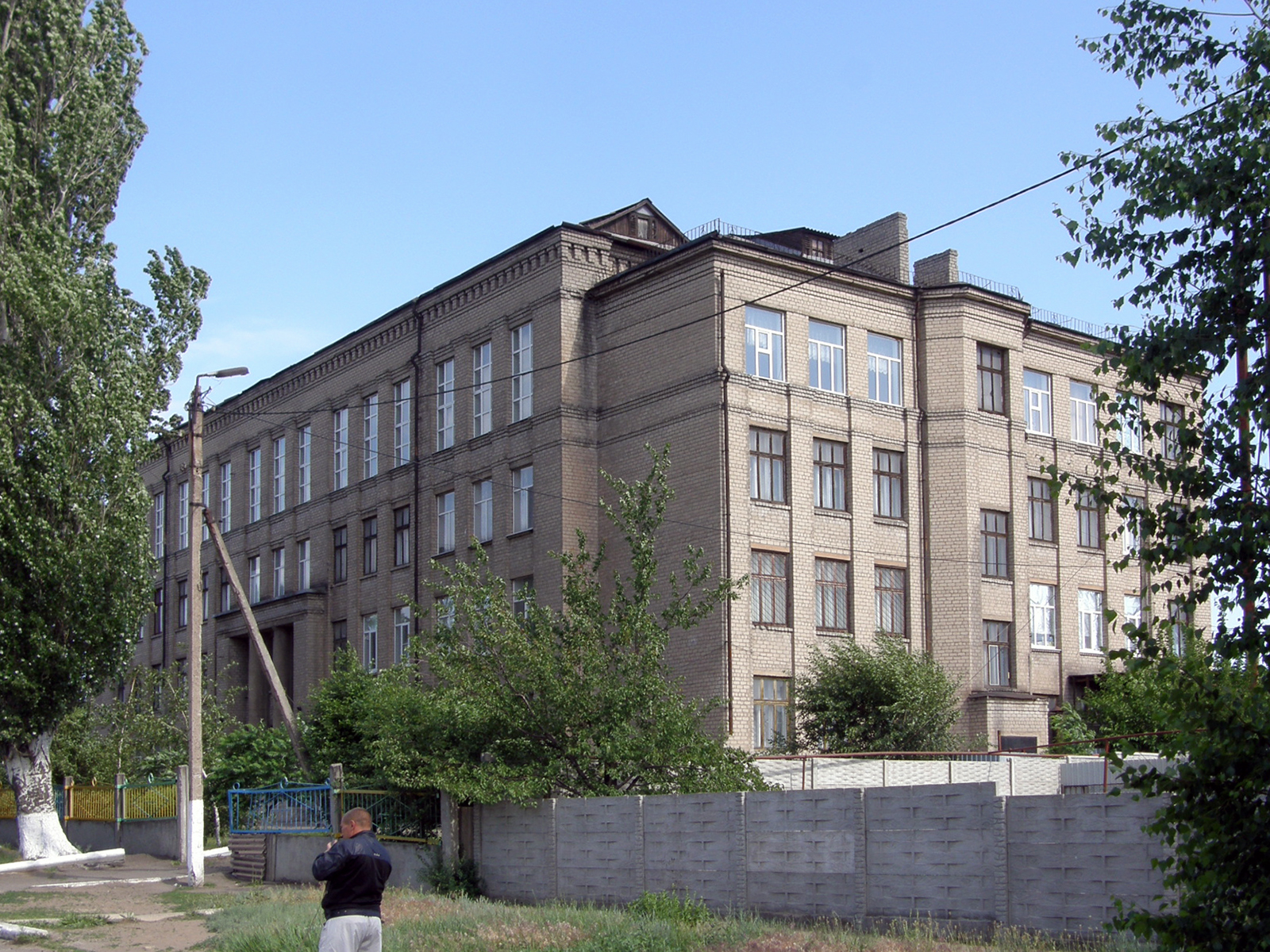
школа № 16, Костянтинівка, 1953
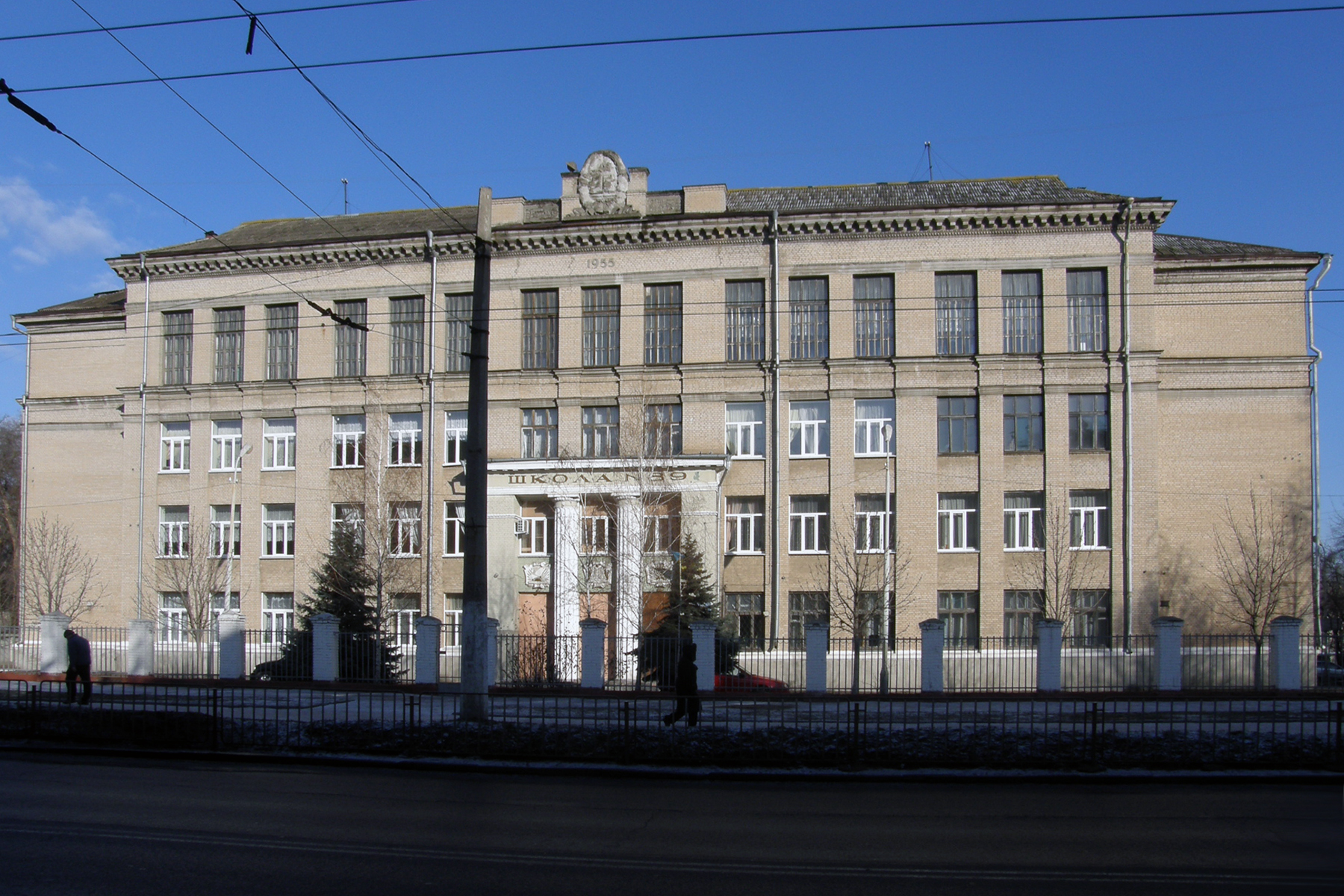
школа № 89, м. Дніпро, 1955
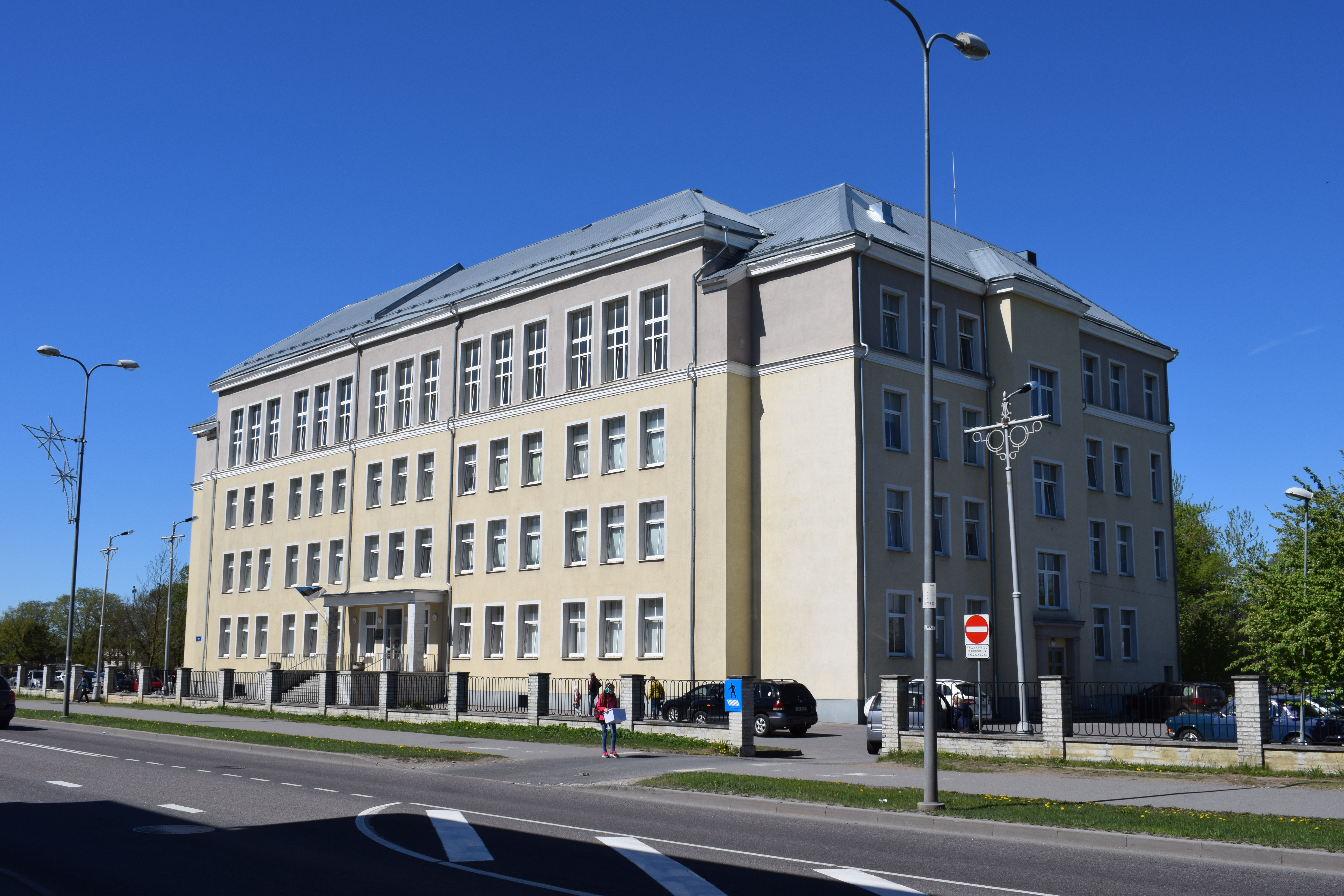
гімназія Пае, колишня школа № 25, Таллінн, 1956
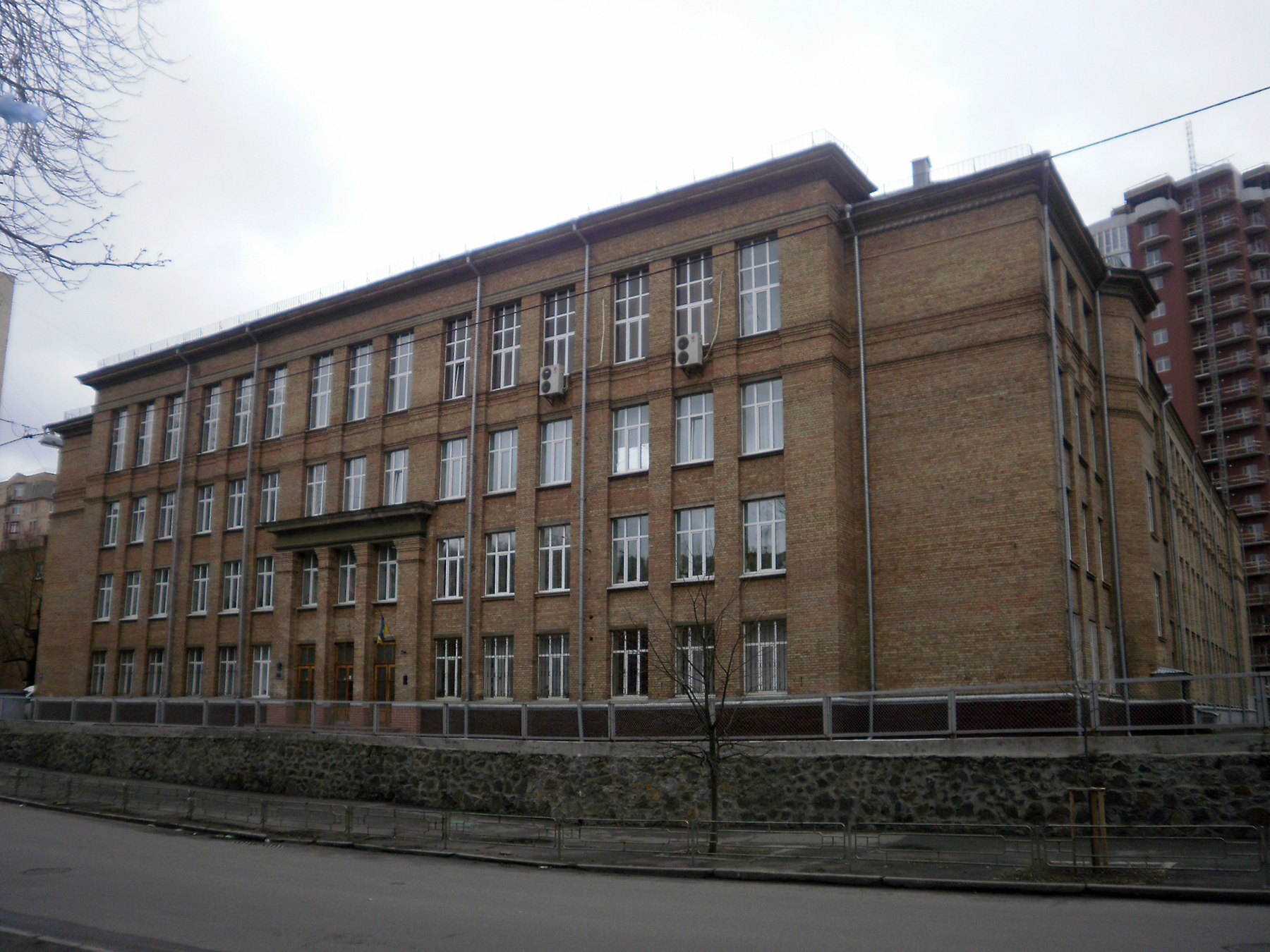
ліцей № 38, Київ, 1956
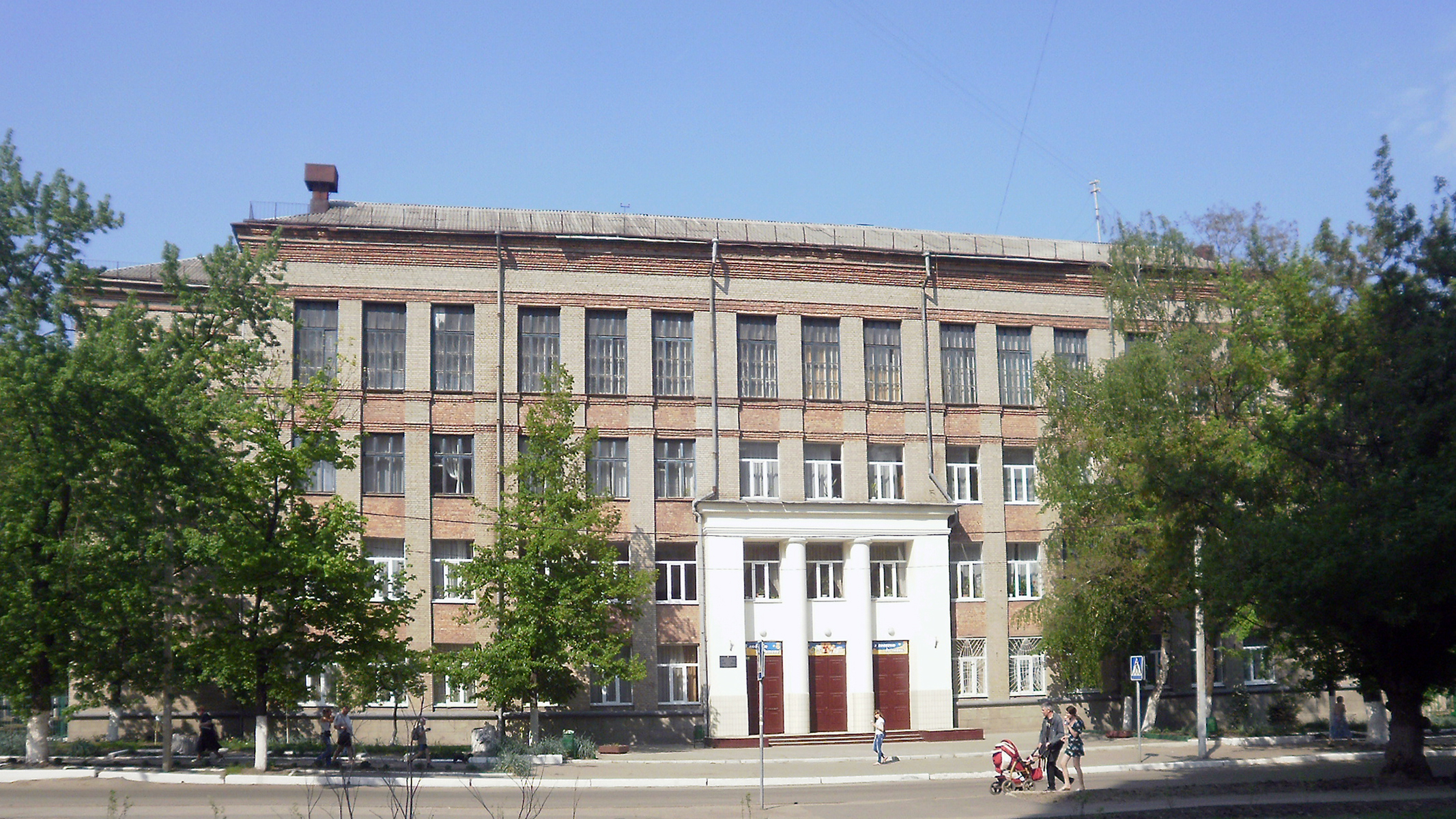
школа № 54, Харків, 1956
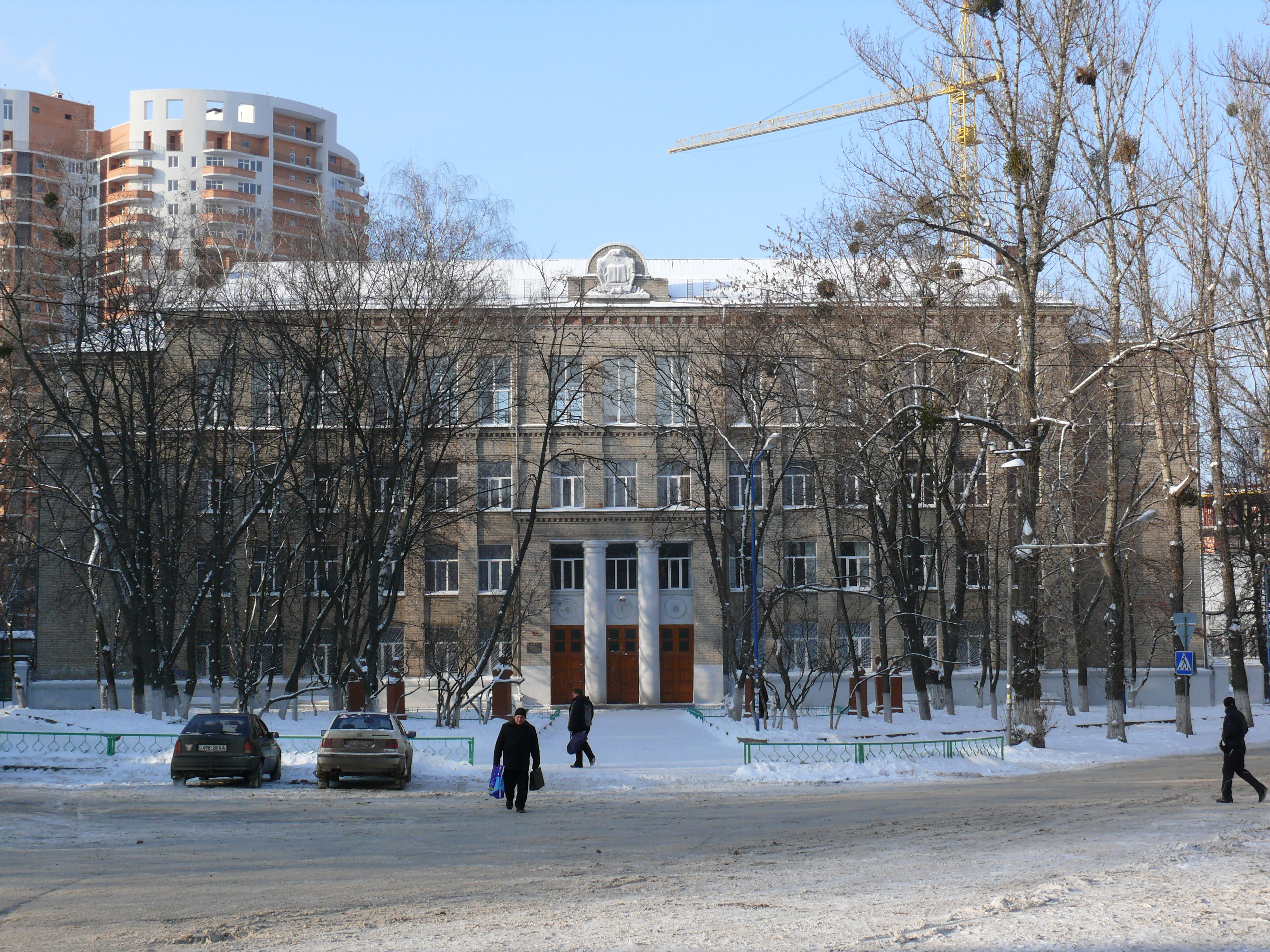
ліцей № 116, Харків, 1956
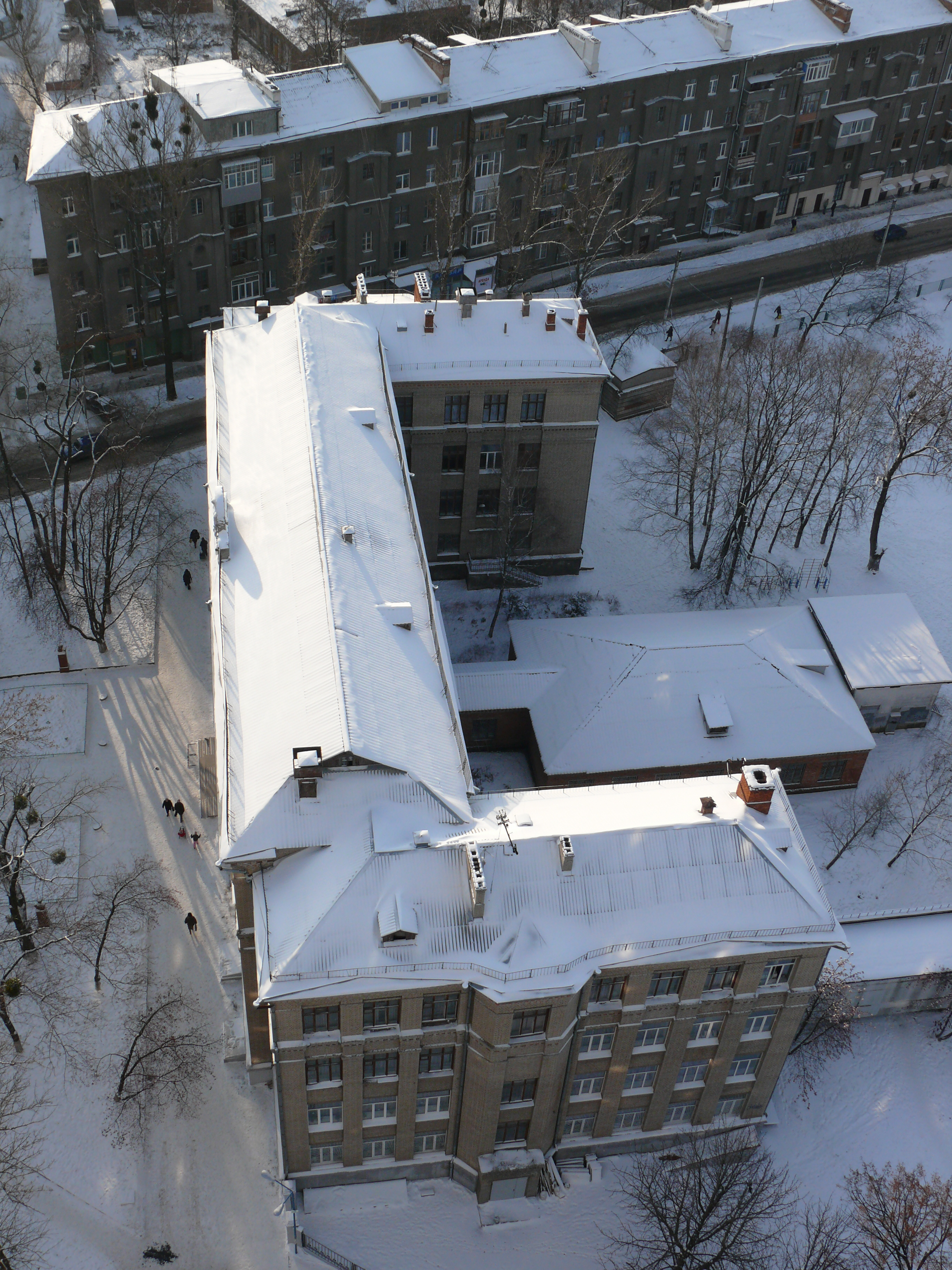
ліцей № 116, Харків, 1956, вид згори
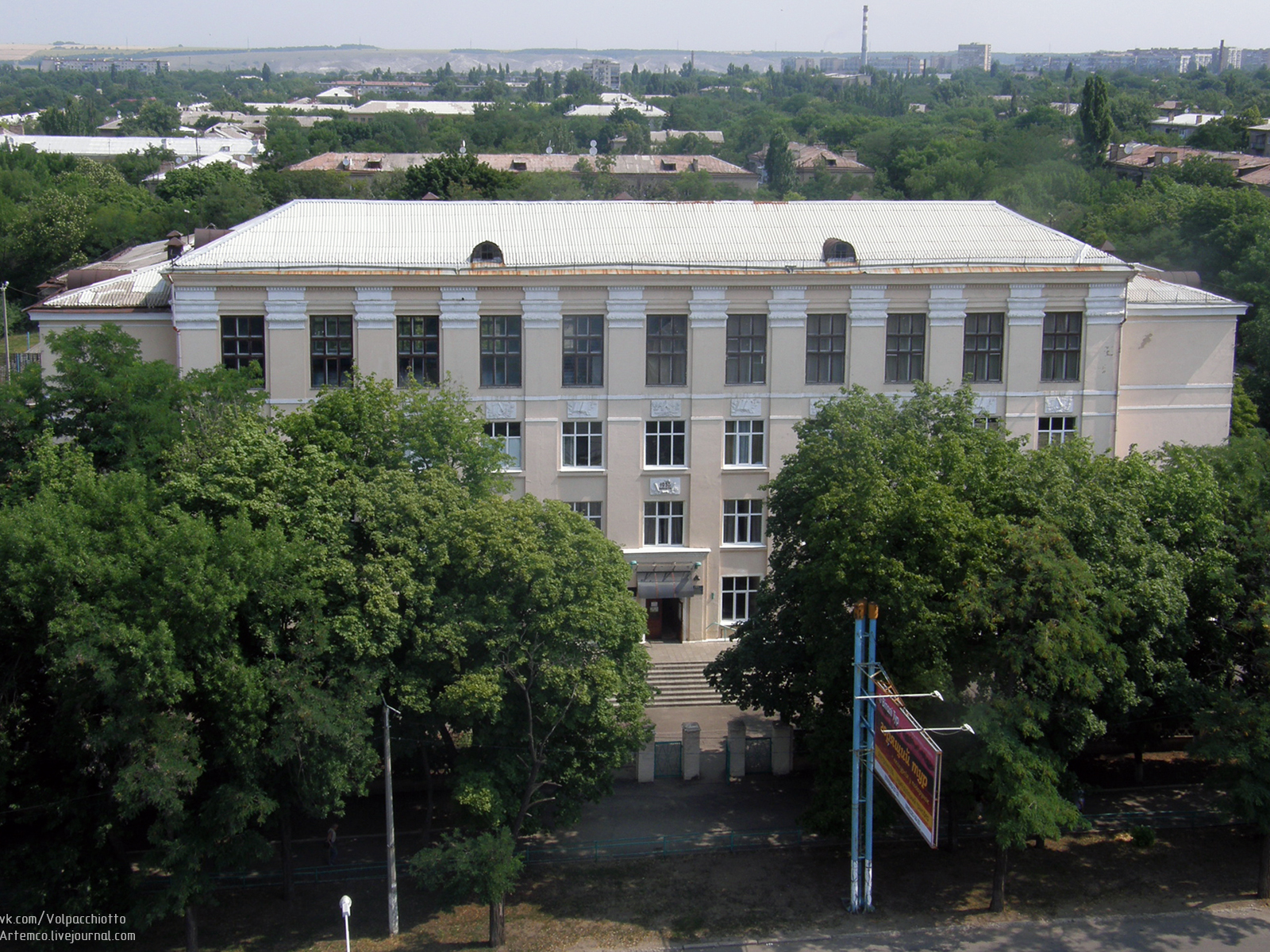
школа № 22, Краматорськ, 1957, з вулиці
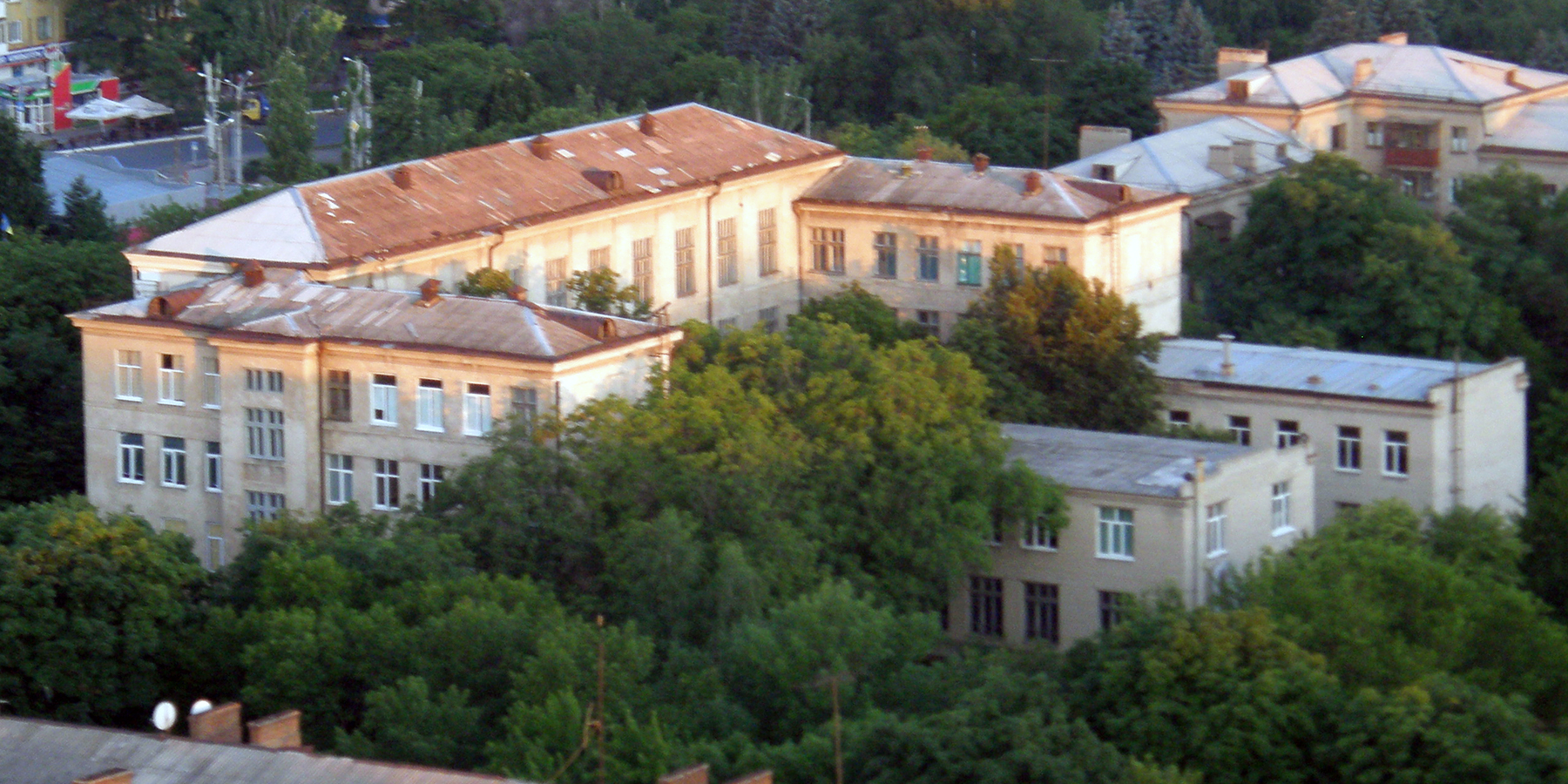
школа № 22, Краматорськ, 1957, згори
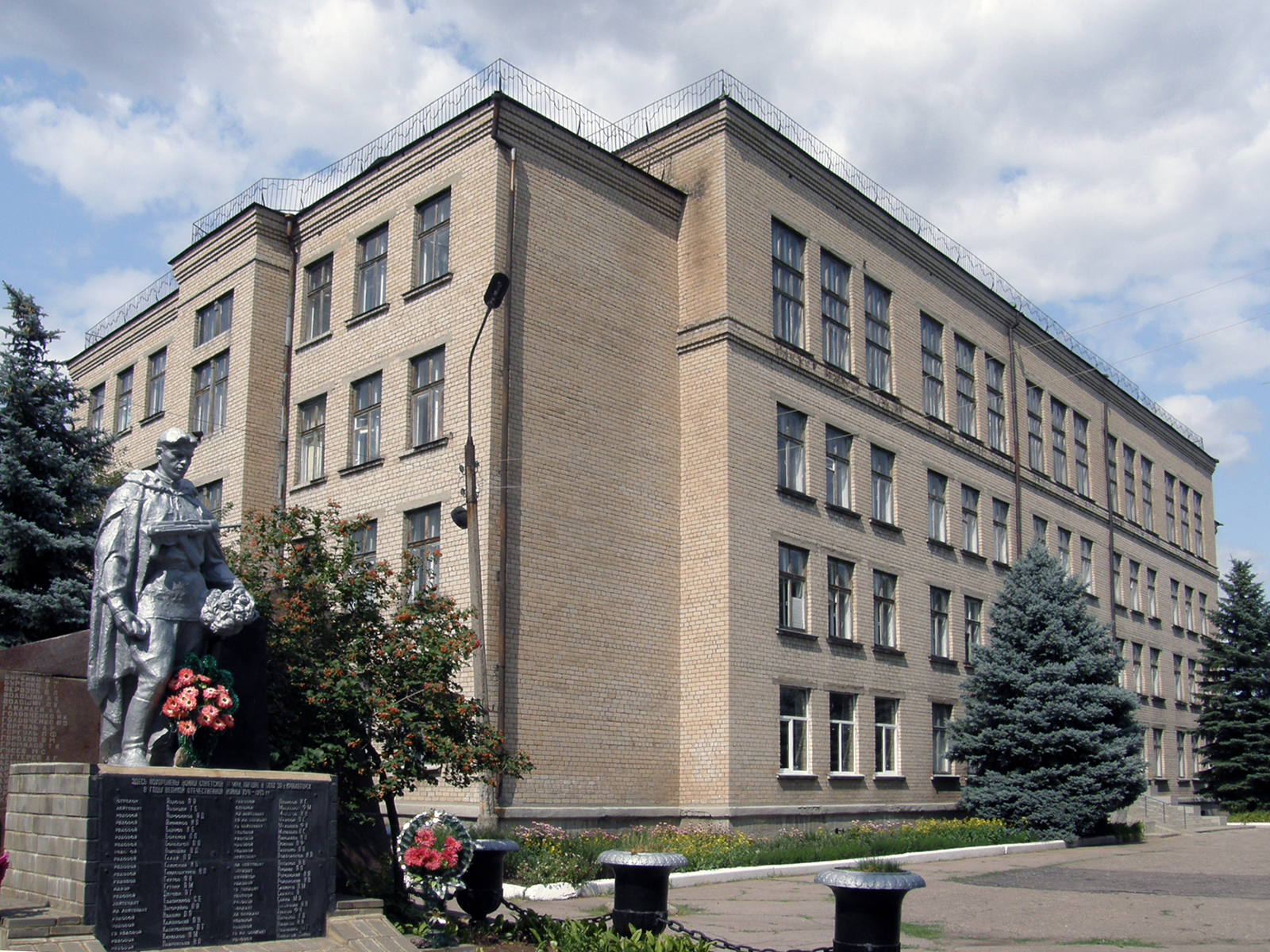
школа № 32, Шабельківка, Краматорськ, 1956–1958
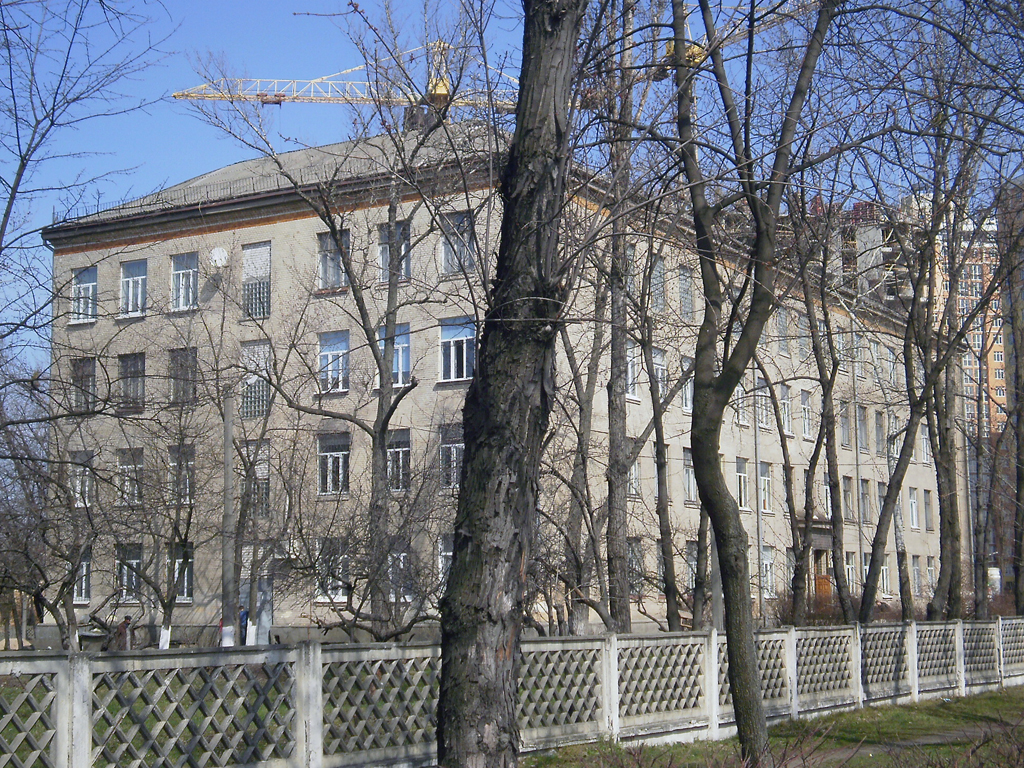
школа № 129, Київ, 1959, з проспекту
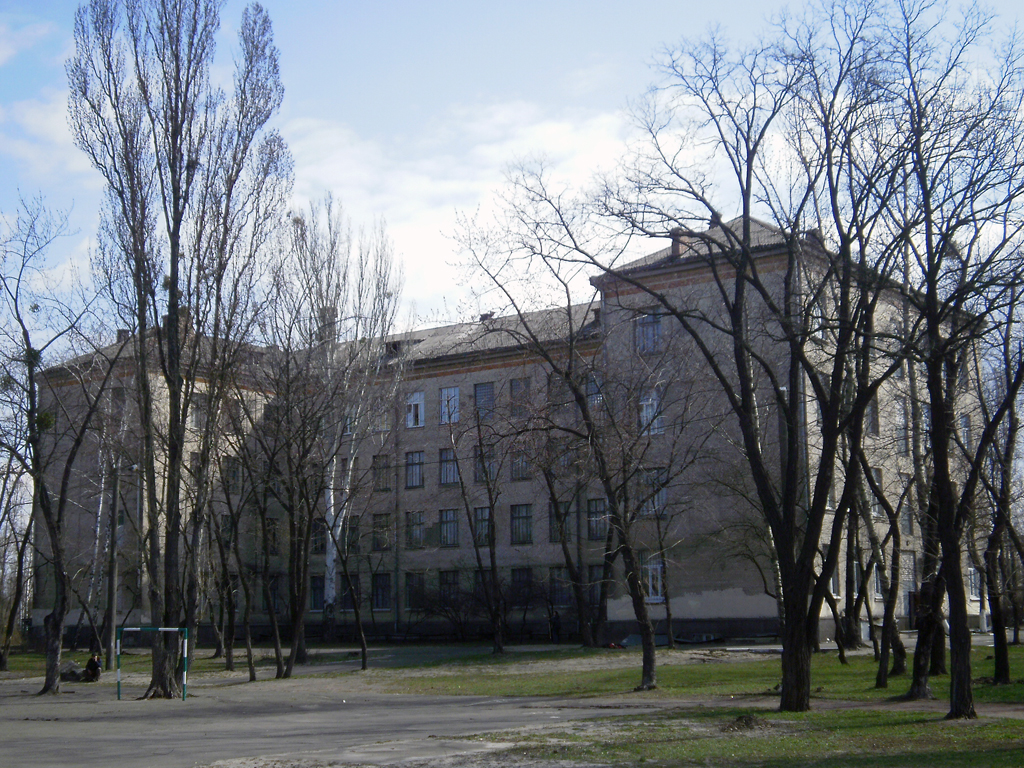
школа № 129, Київ, 1959, з двору
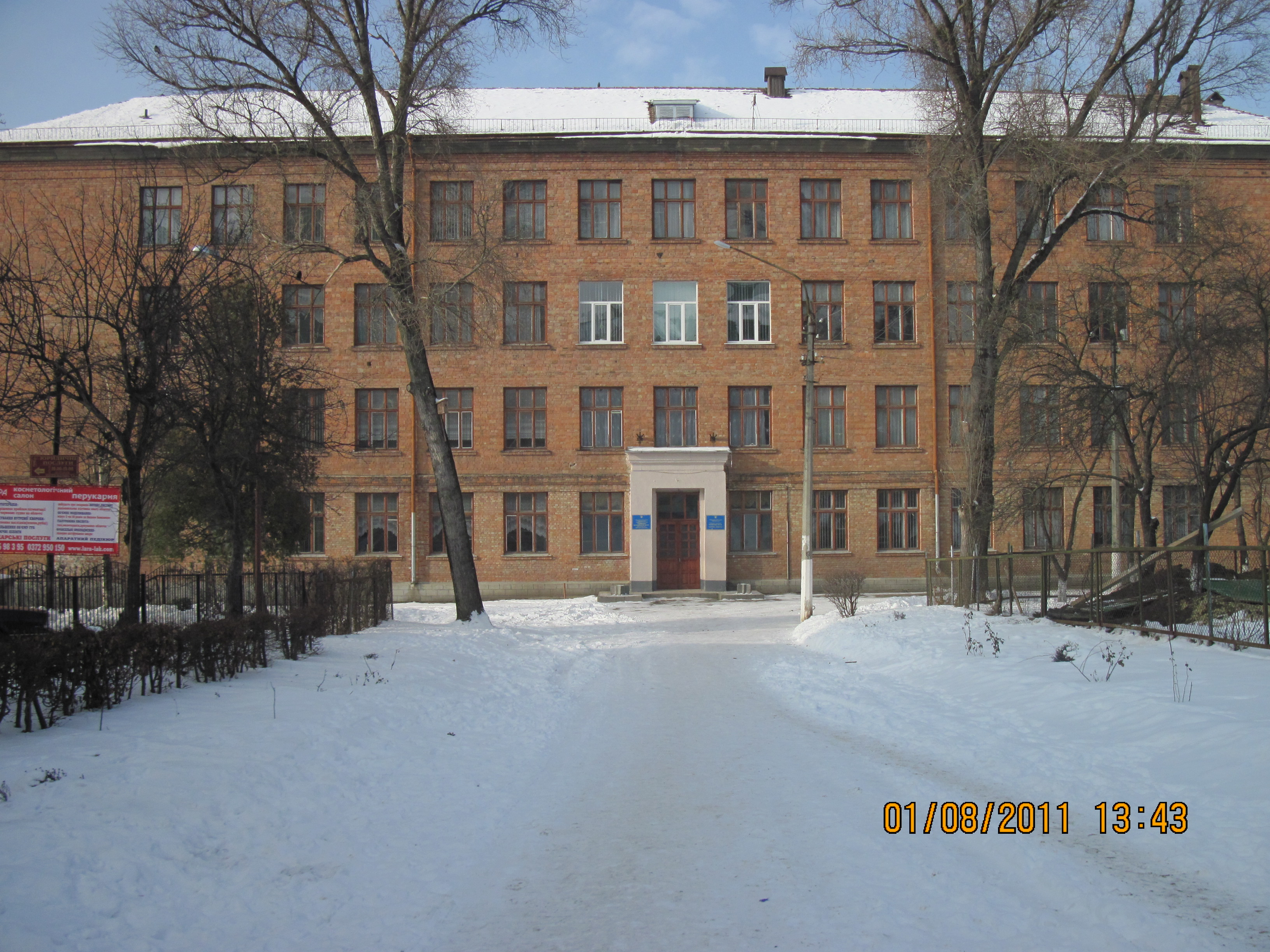
школа № 33, Чернівці, 1959
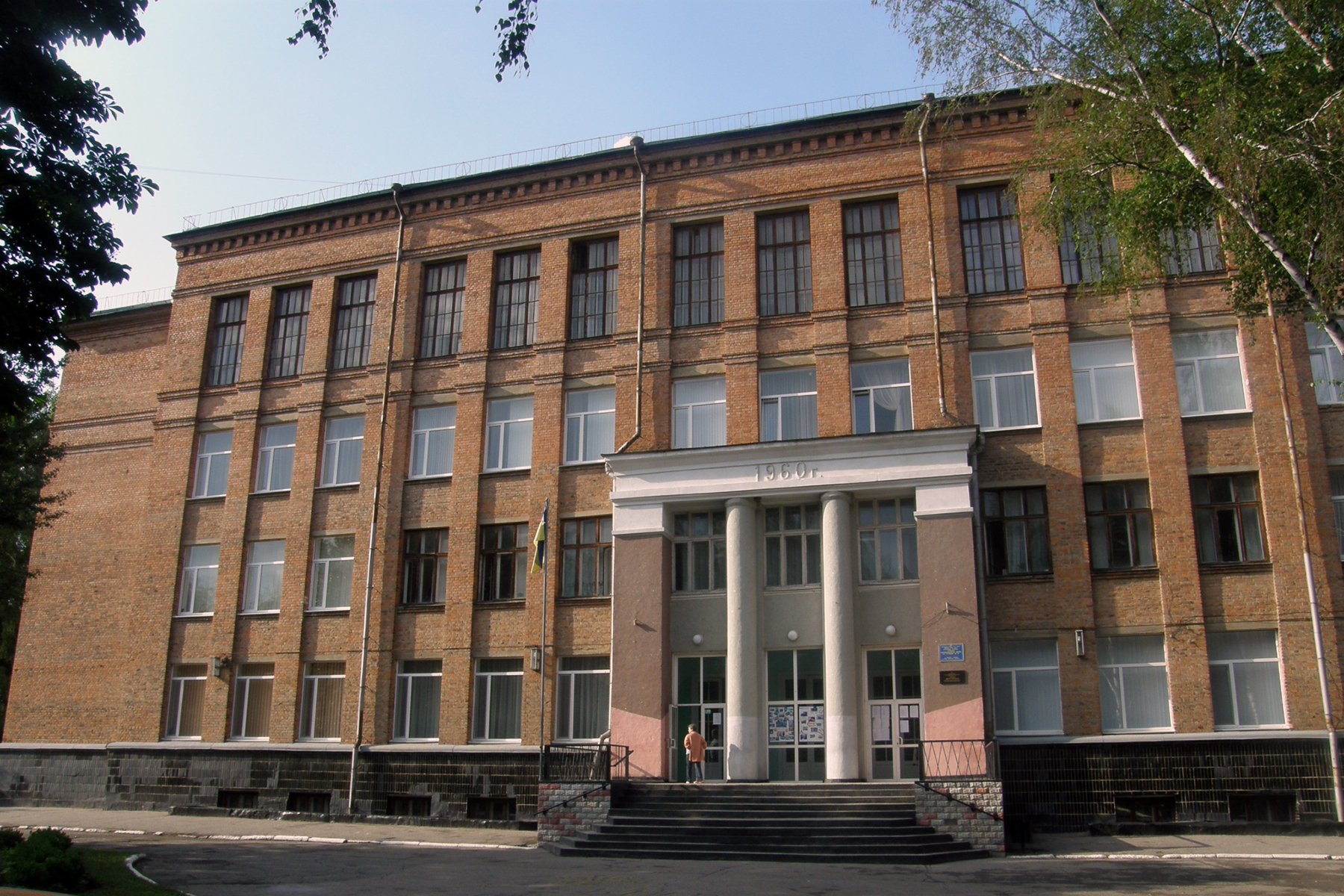
школа № 15, Суми, 1960
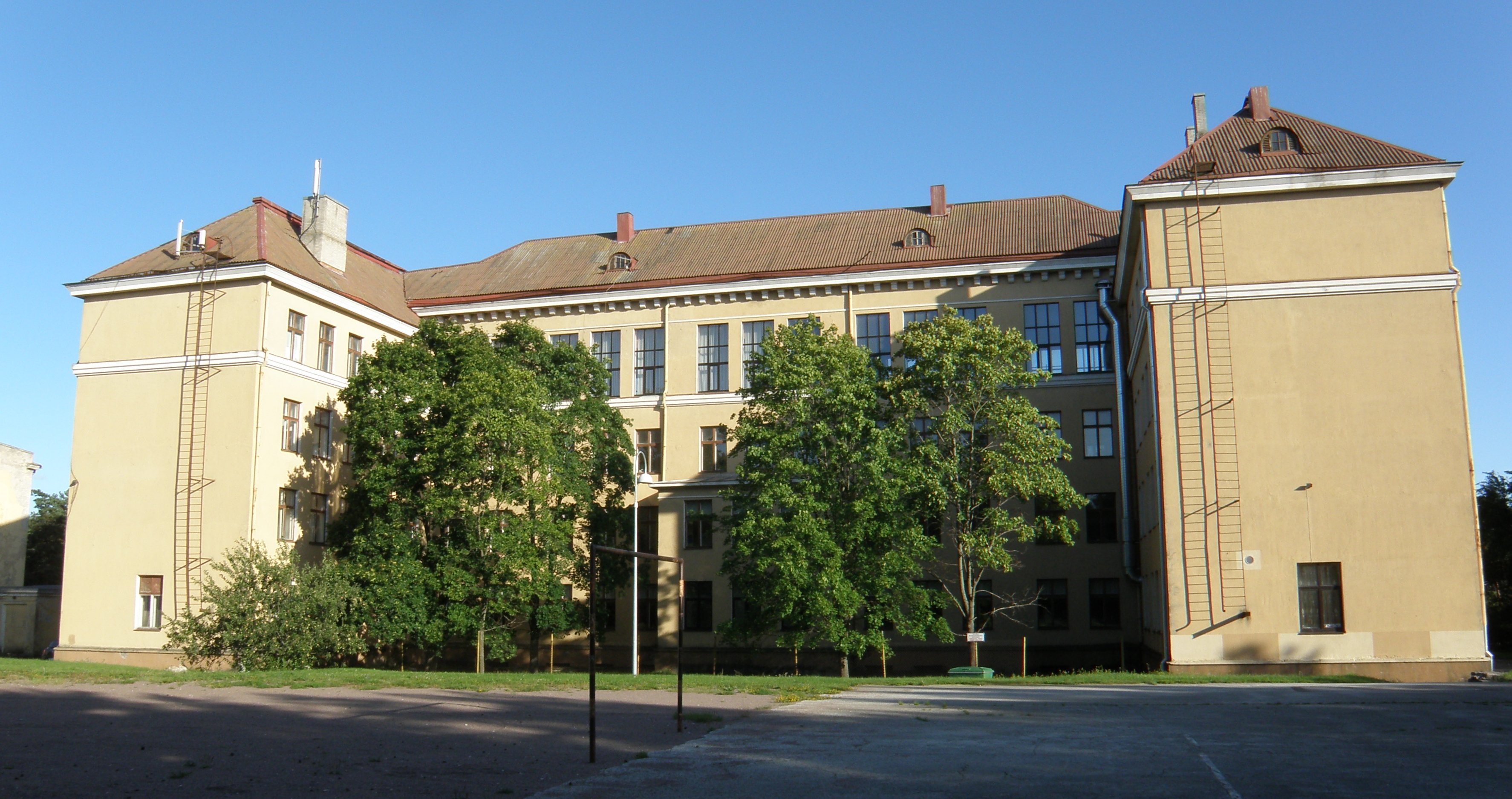
Талліннська музикальна школа, 1961
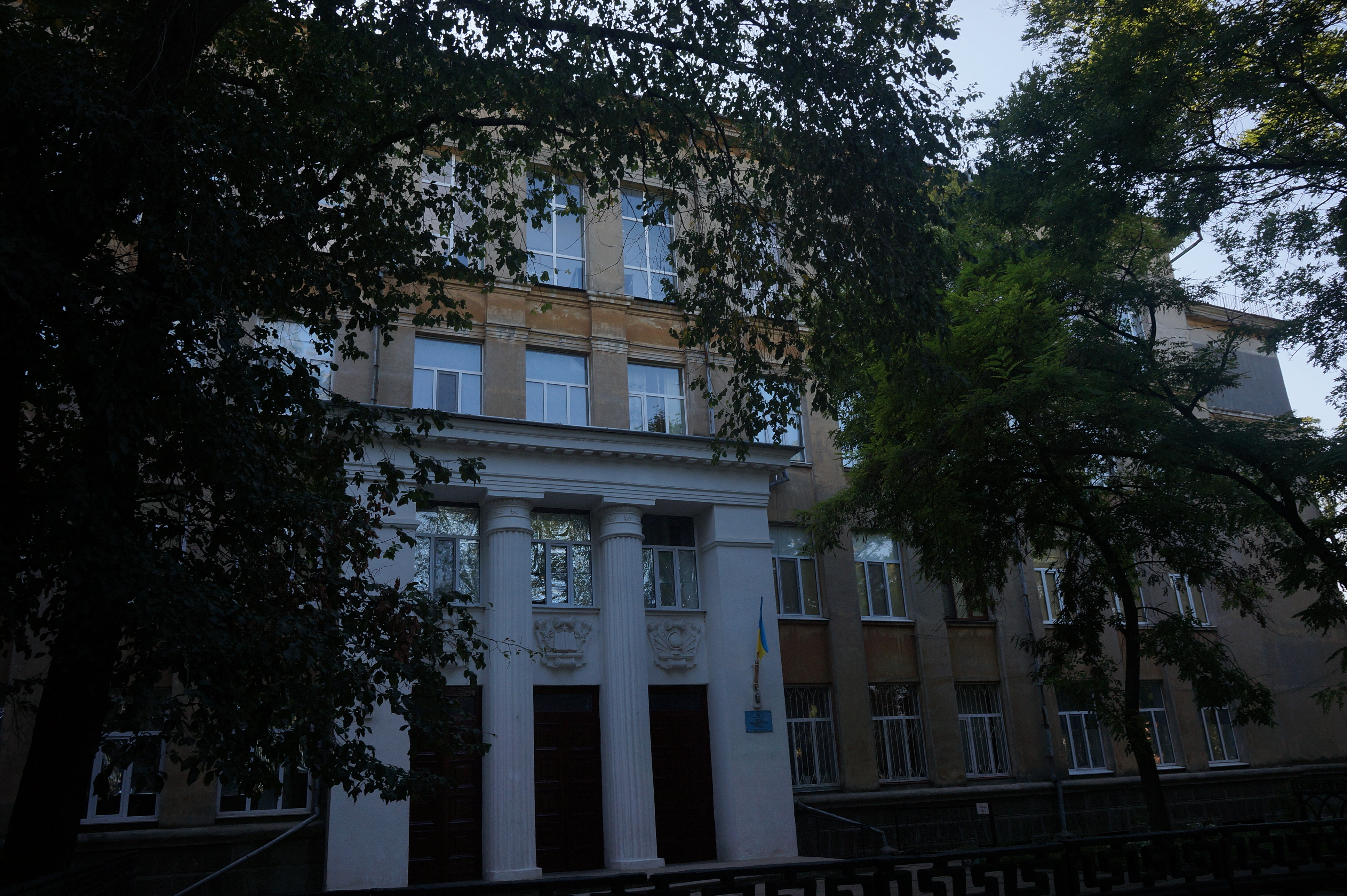
школа № 1, Білгород-Дністровський
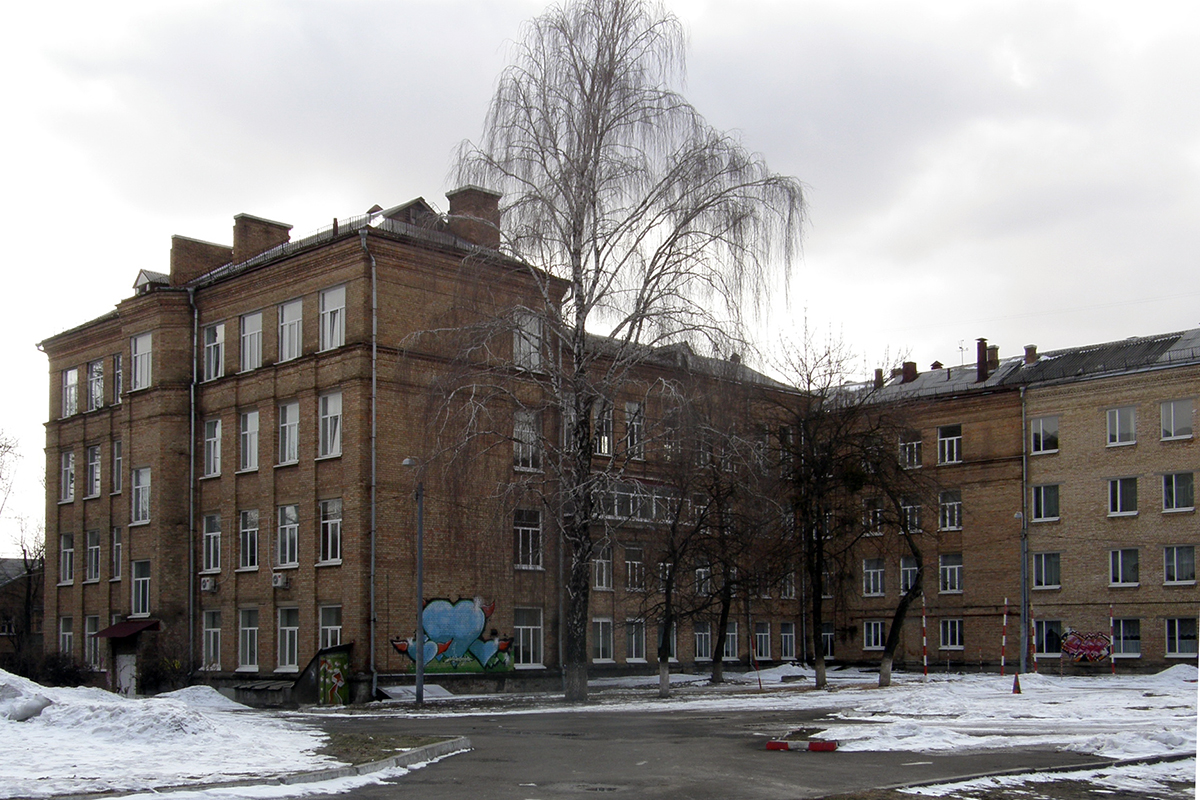
технічний ліцей Шевченківського району з двору, Київ
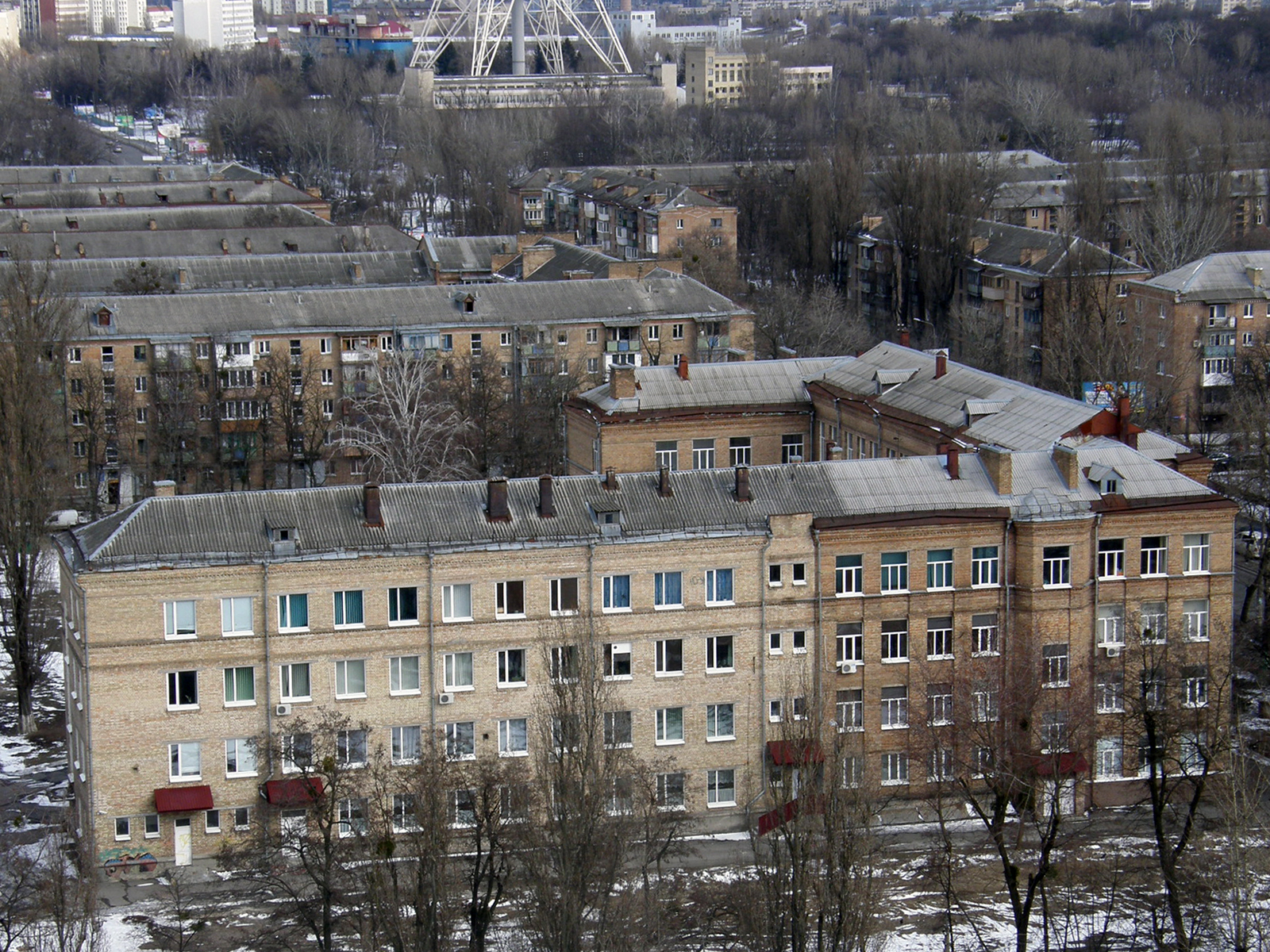
технічний ліцей Шевченківського району, Київ, згори з добудовою
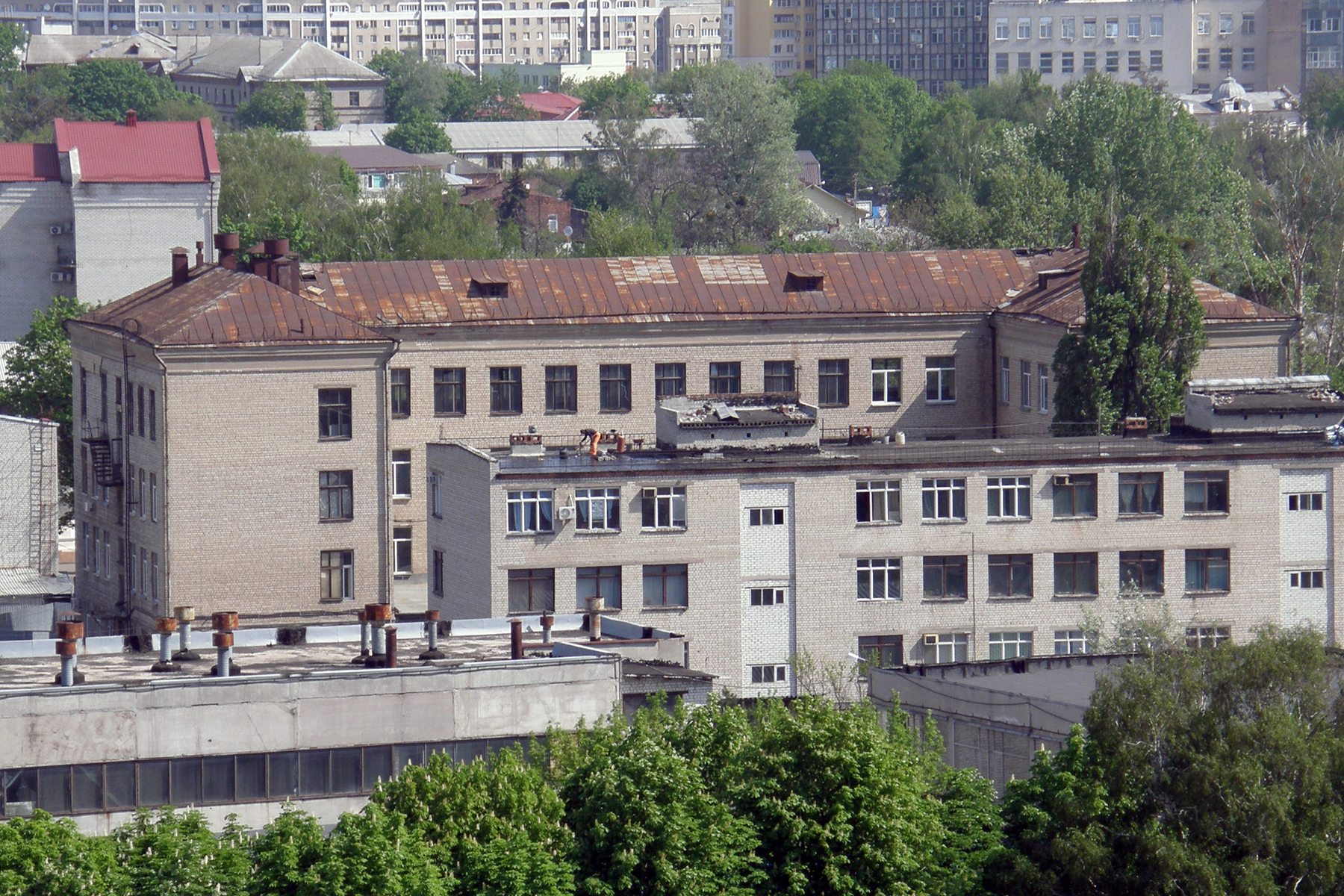
ДТСААФ, Харків
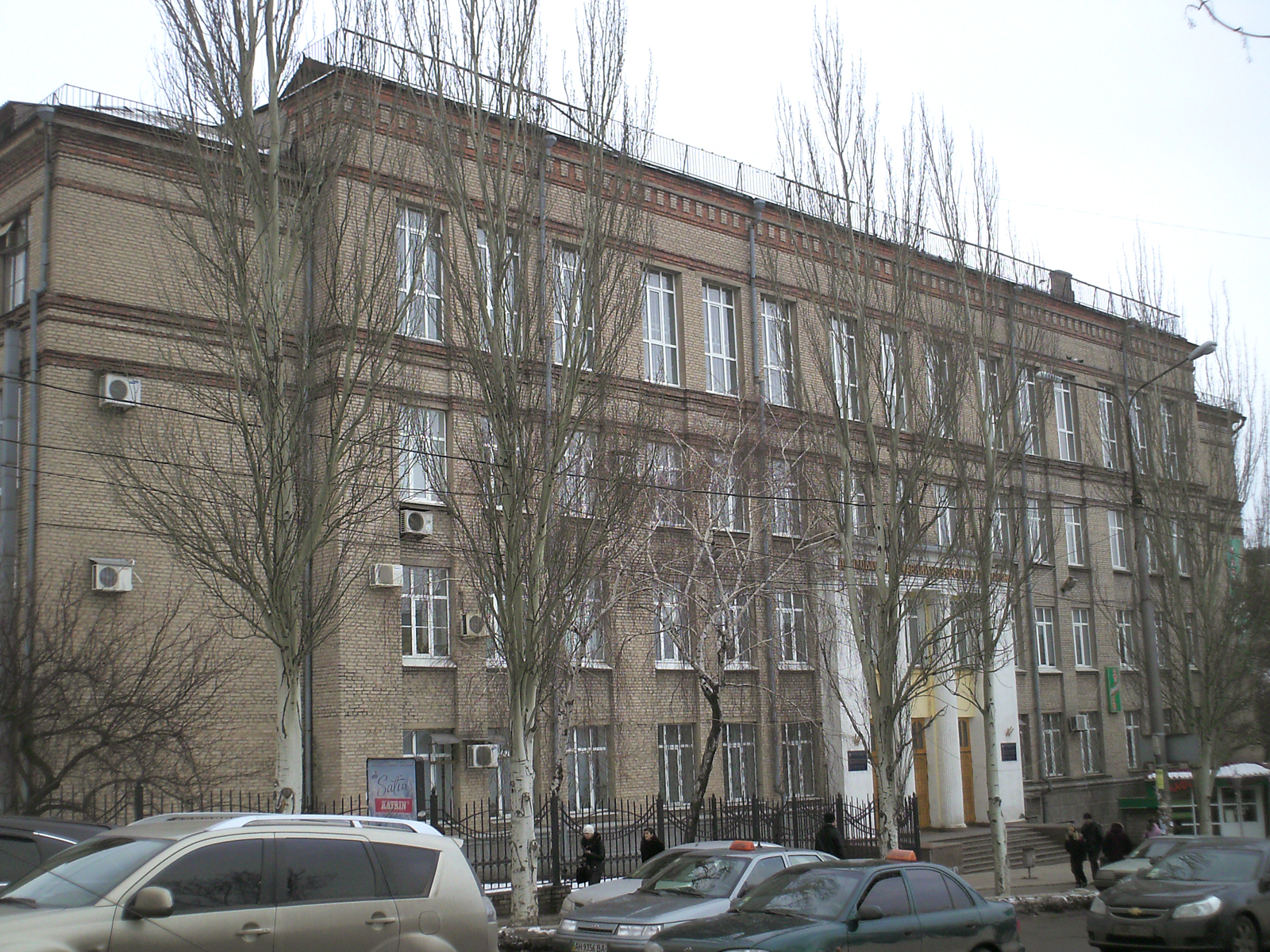
2 корпус Донецького університету управління

### парадний вхід ізкурдонеру

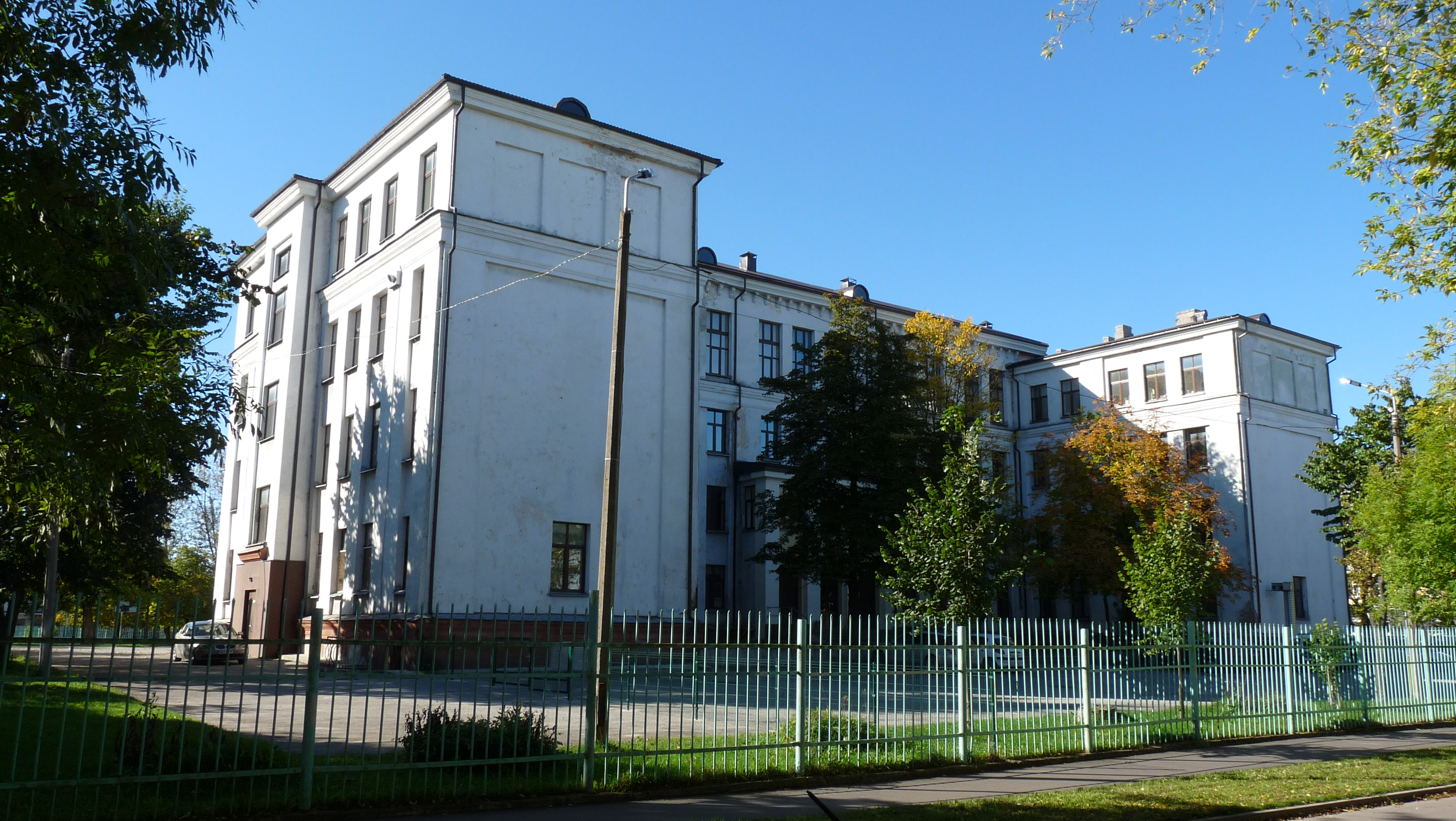
Таллінн, 1956, колишня школа № 33, ніні вільна школа Вальдорфа
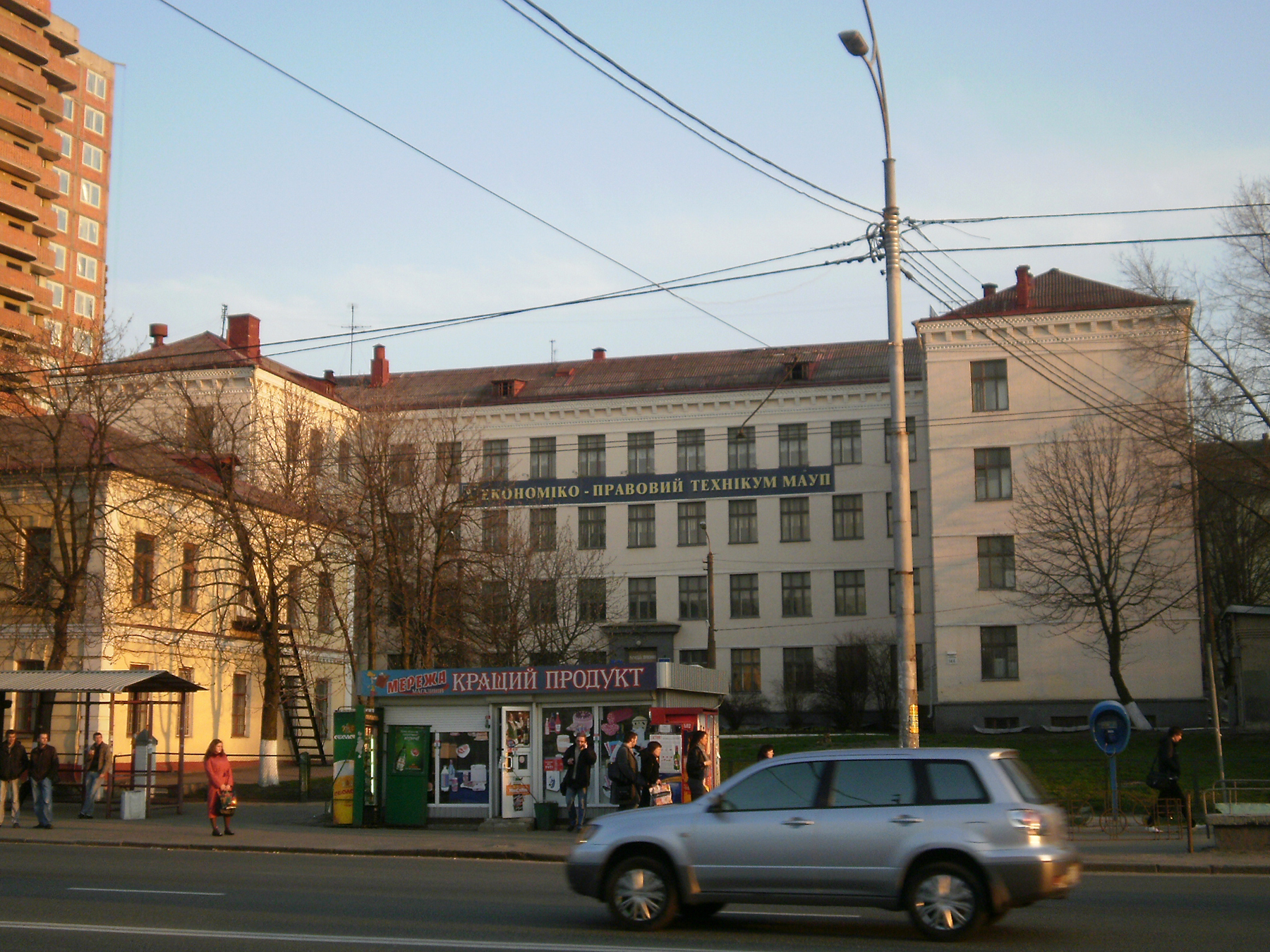
Голосіївський економіко-правовий фаховий коледж, Київ, 1956
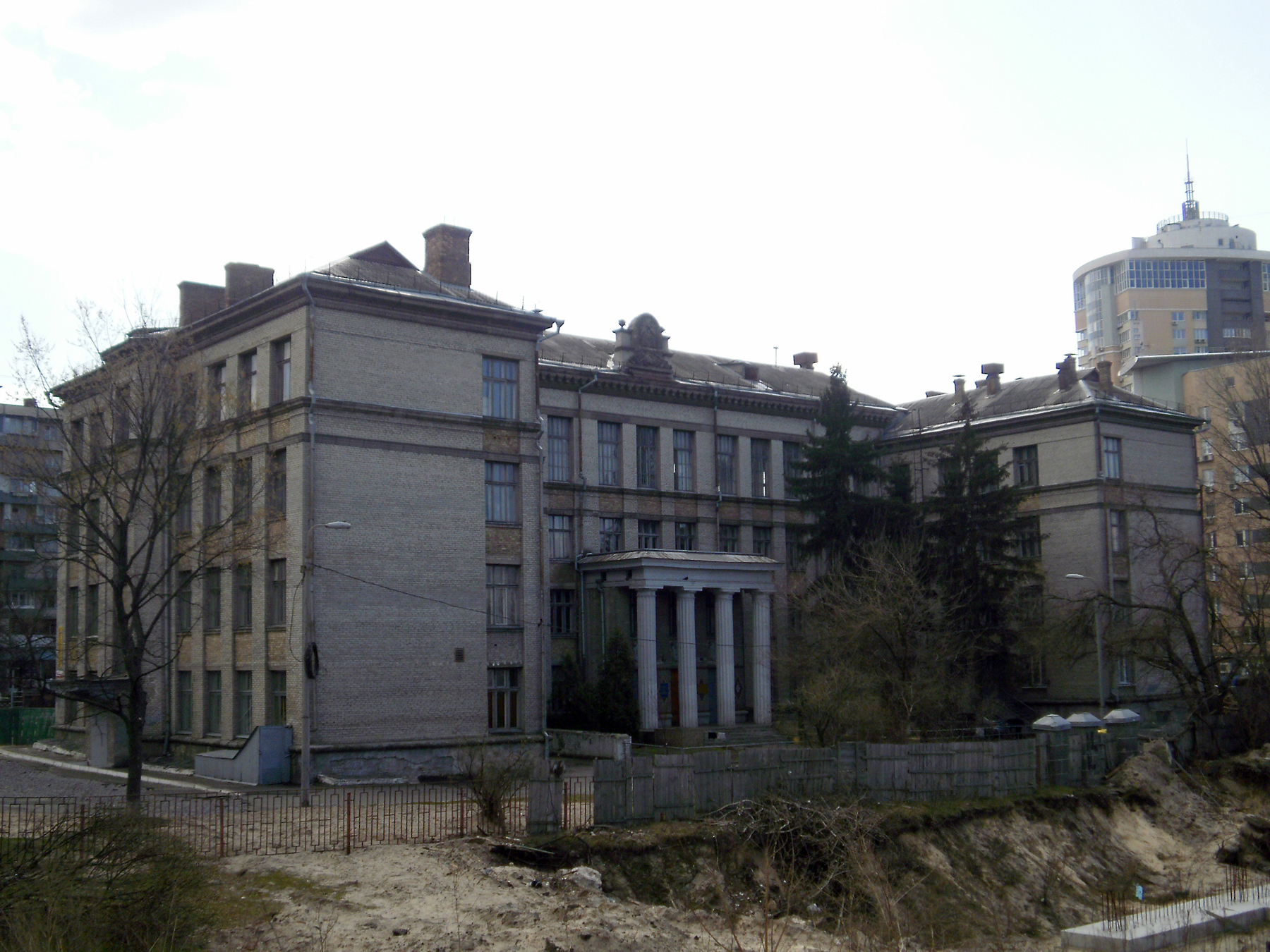
школа № 128, Київ, 1957, з двору до реконструкції
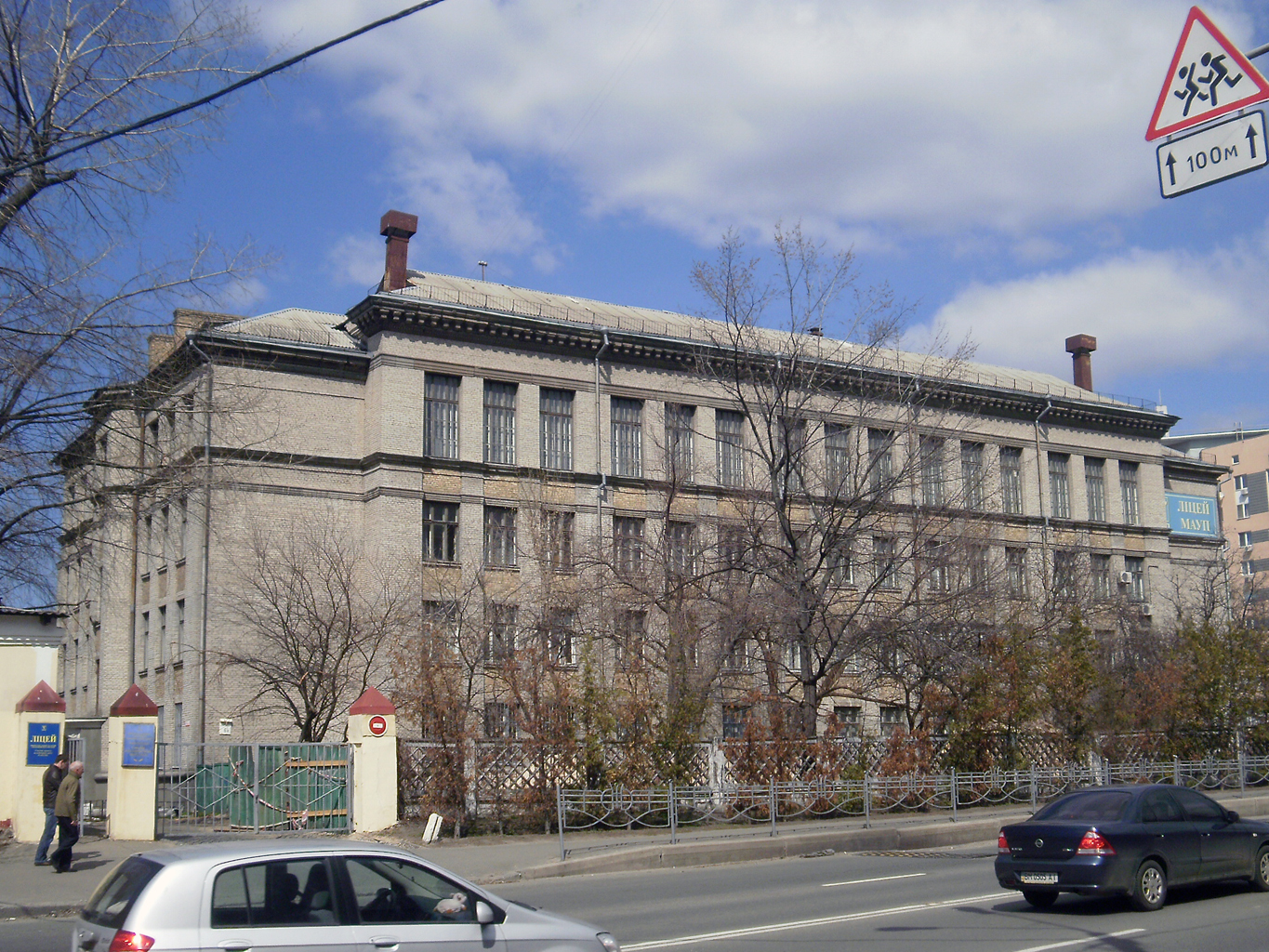
школа № 128, Київ, 1957, з вулиці
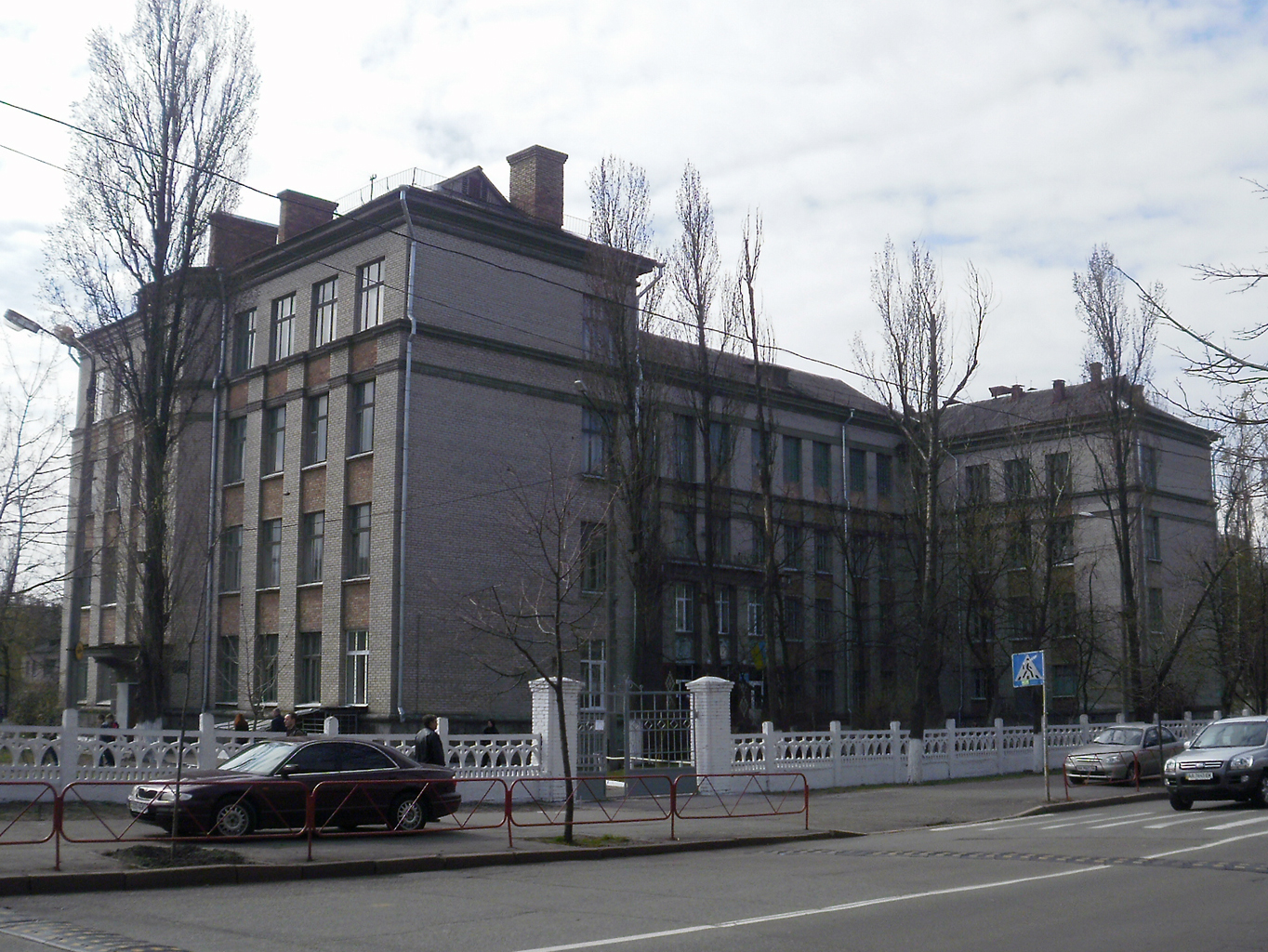
школа № 99, Київ, 1957, з вулиці
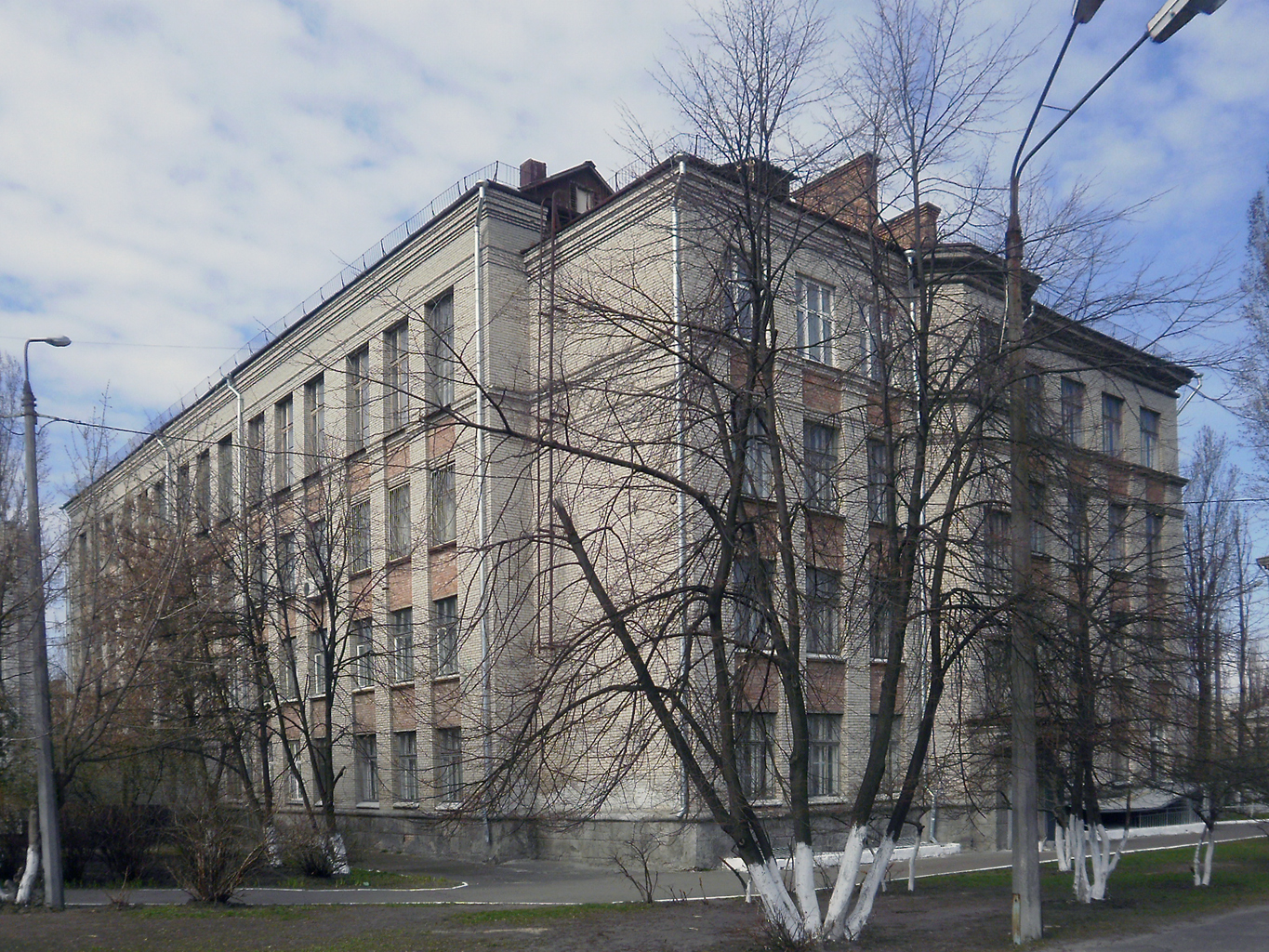
школа № 99, Київ, 1957, з двору
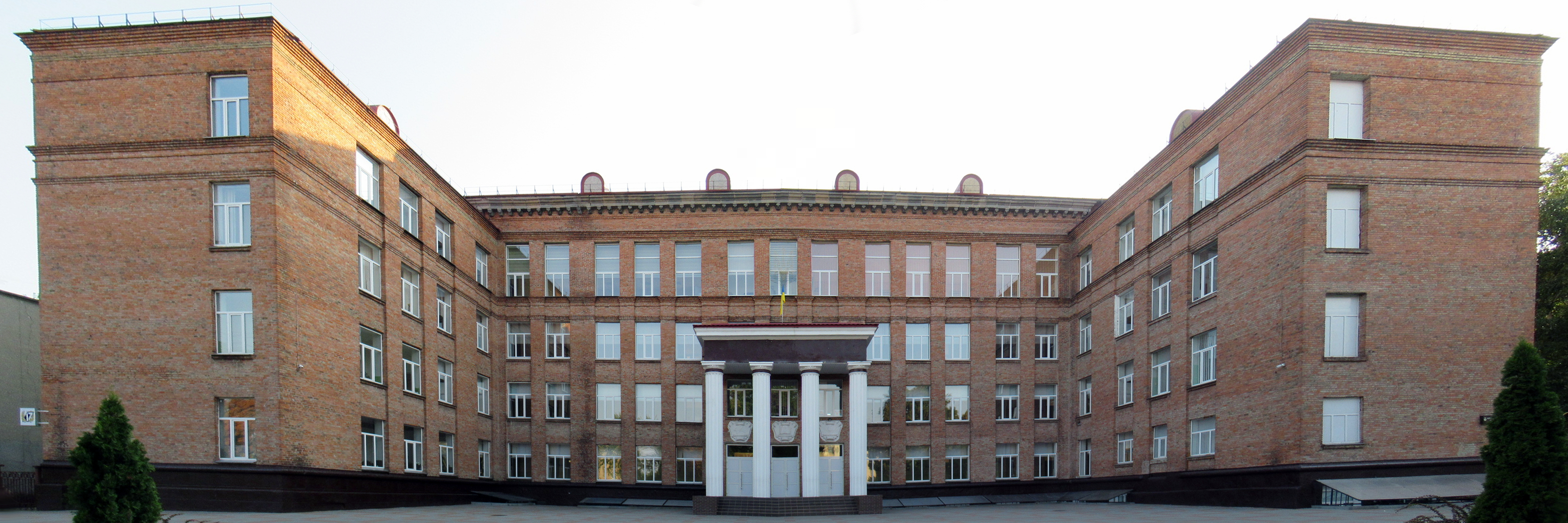
школа № 17, Черкаси, 1957
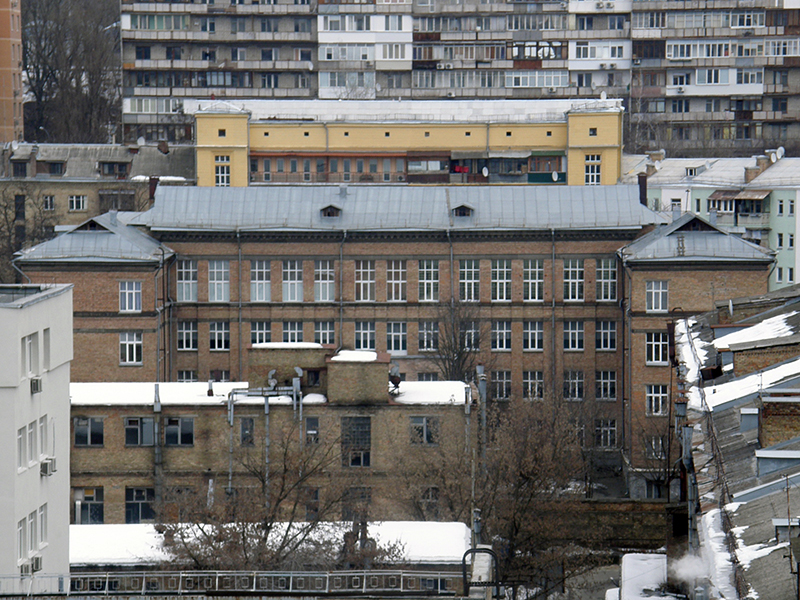
гімназія № 32, Київ, 1957—1958
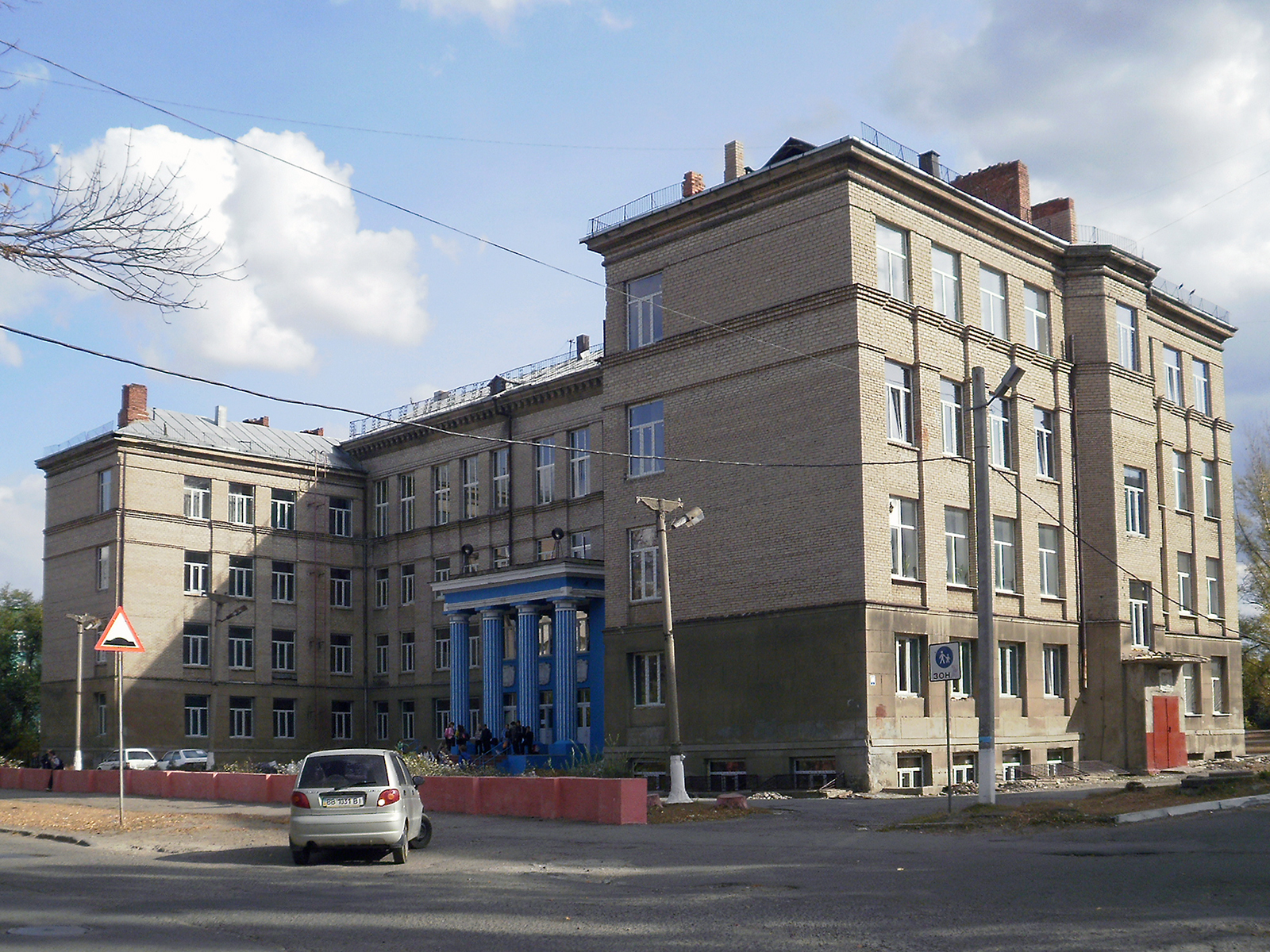
спецшкола № 5, Луганськ, 1958, з вулиці
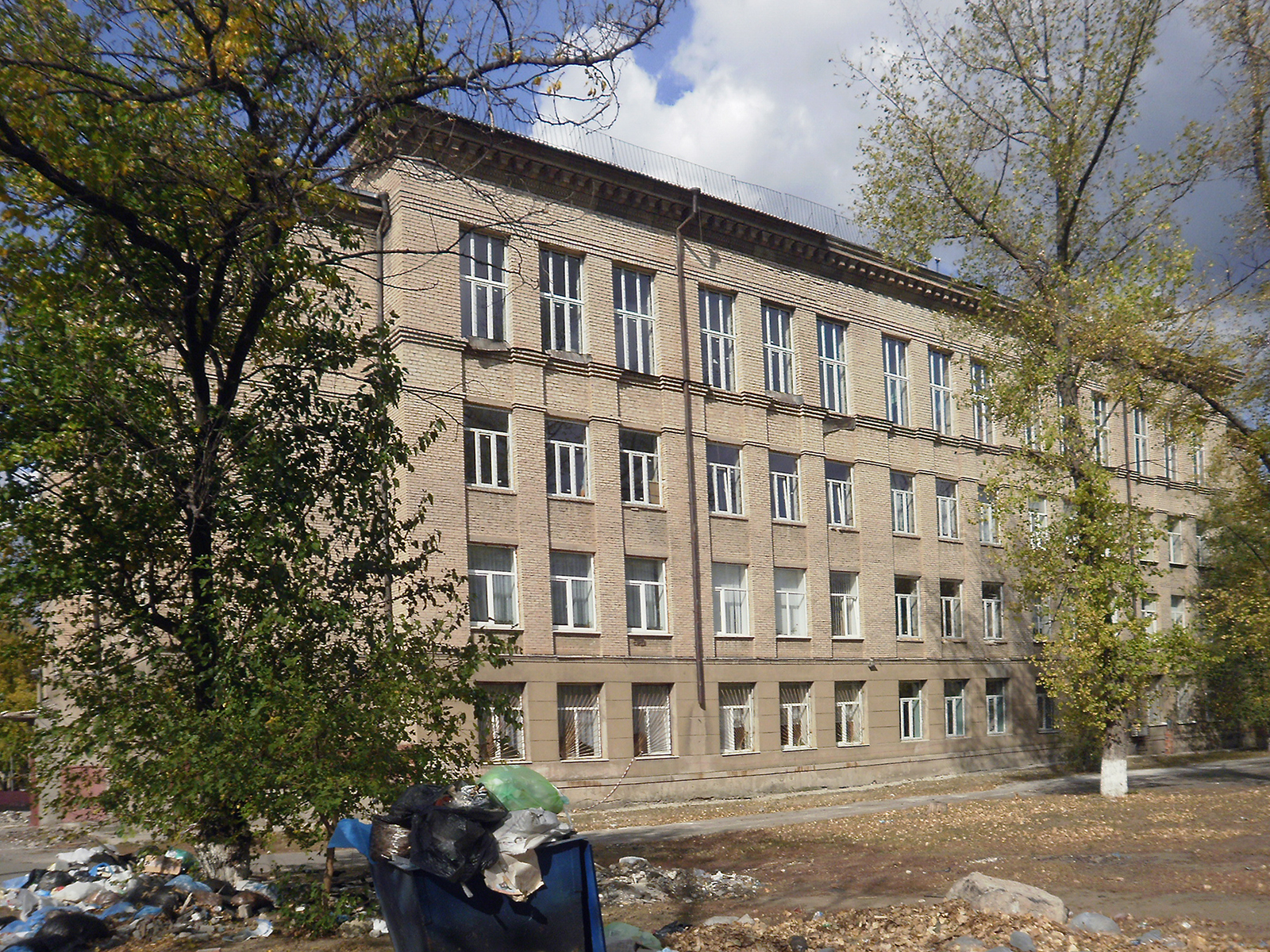
спецшкола № 5, Луганськ, 1958, з двору
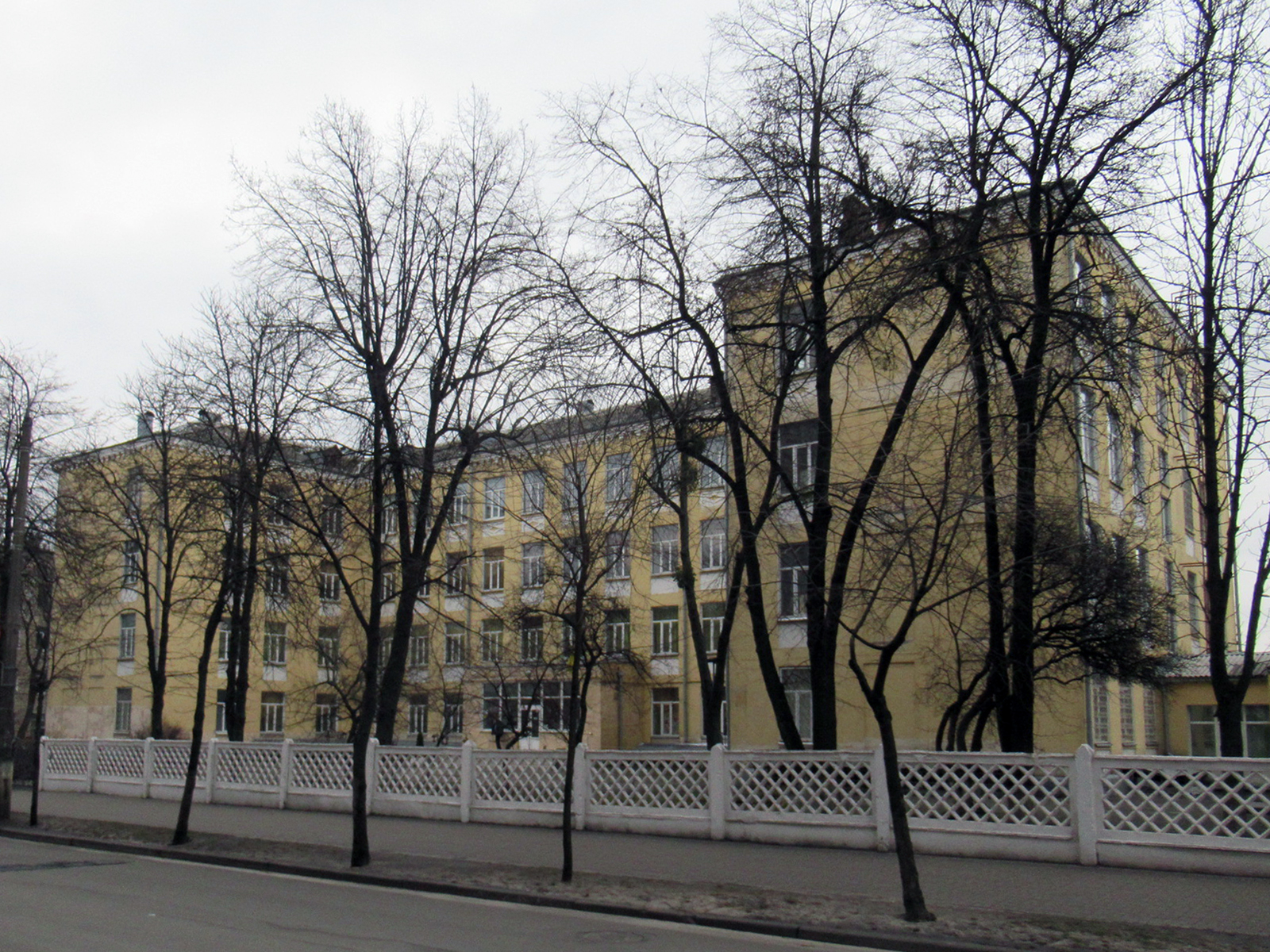
школа № 163, Київ, 1959
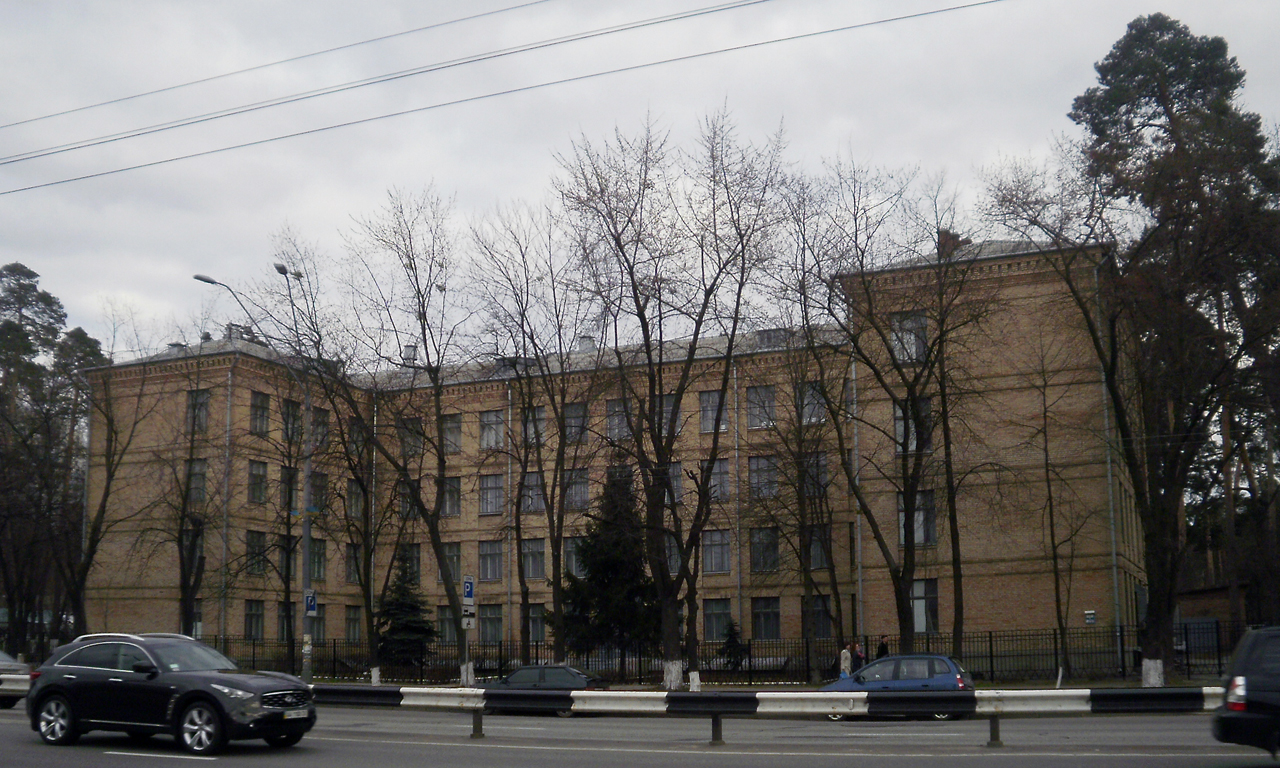
школа-інтернат №15 для дітей з наслідками поліомієліту та церебральним паралічем, Київ, Святошин, 1960
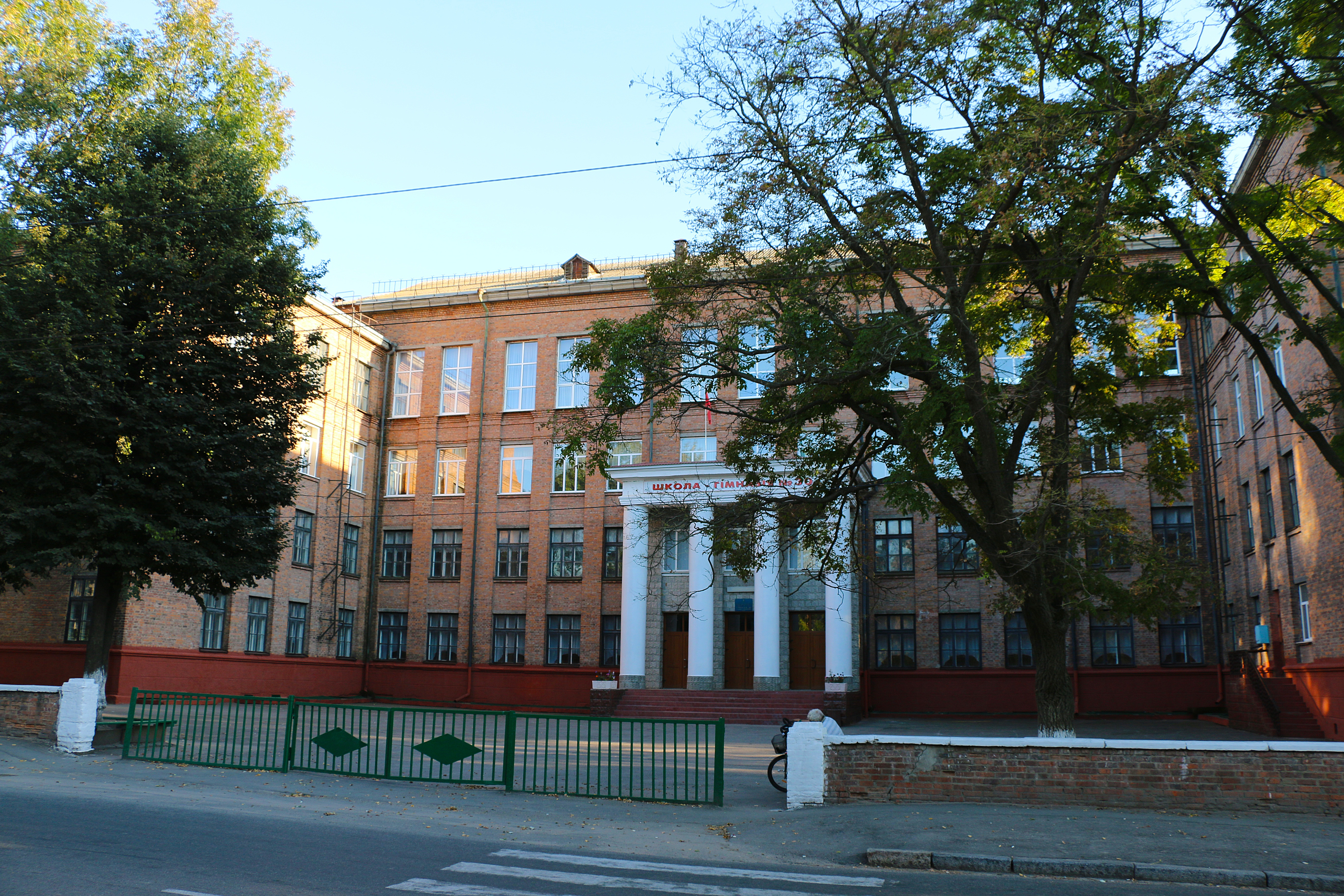
ліцей № 30, Вінниця, 1961
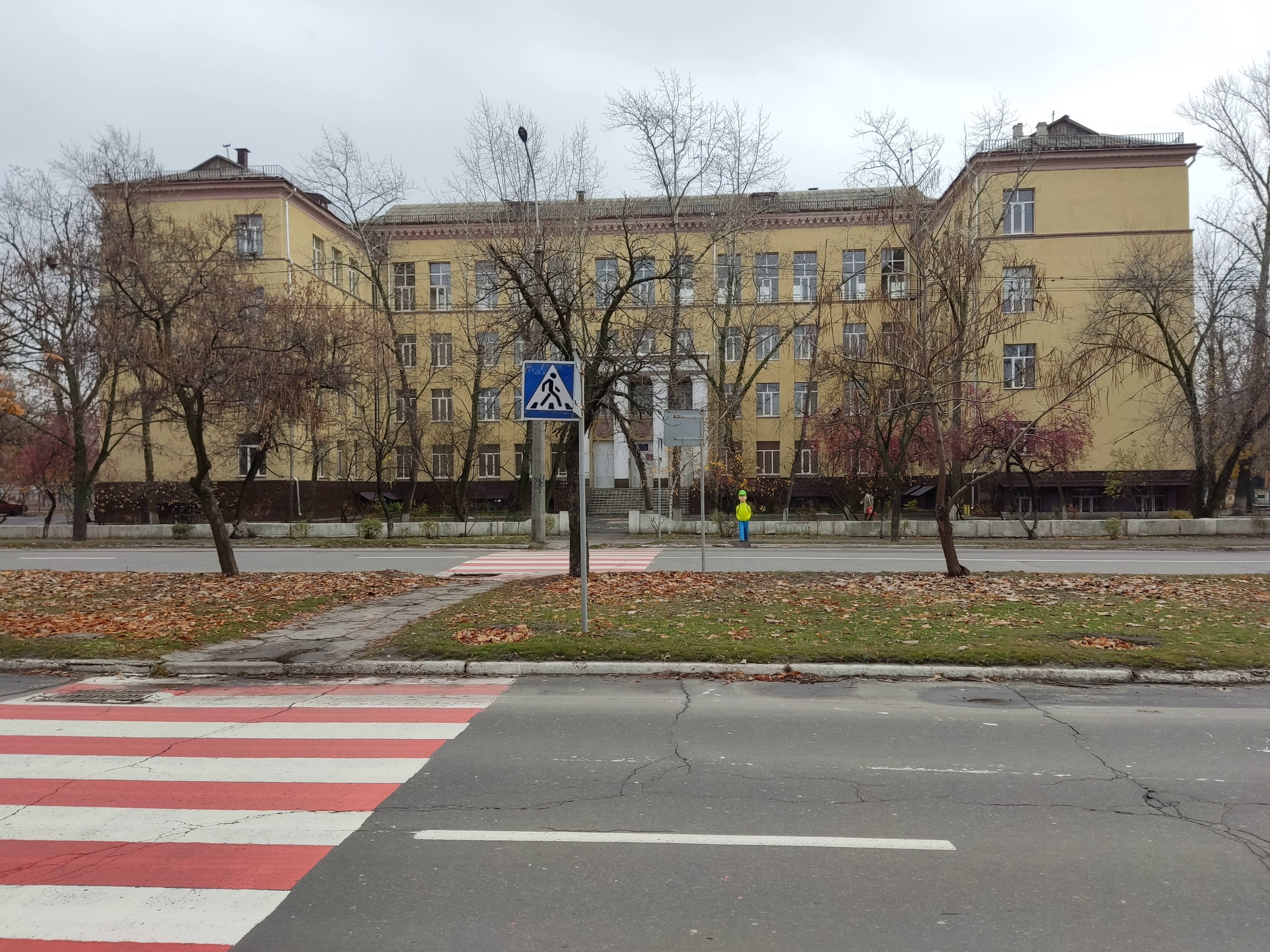
школа № 5, Сіверодонецьк, 1962
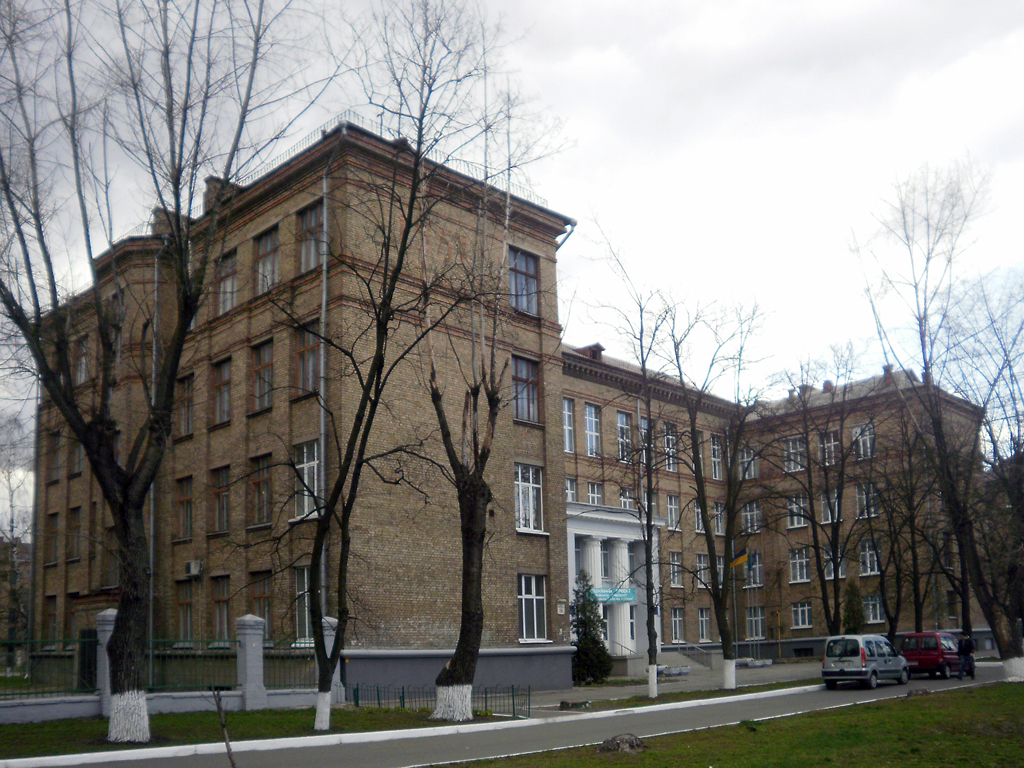
коледж Київського університету ім. Грінченка з вулиці
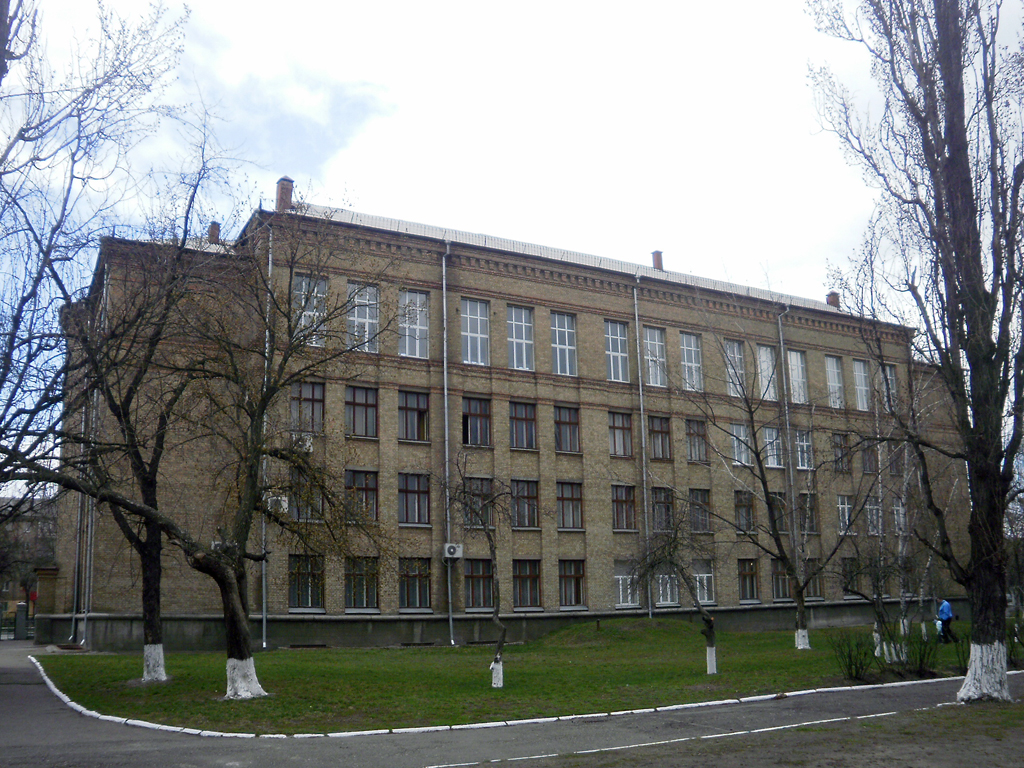
коледж Київського університету ім. Грінченка з двору
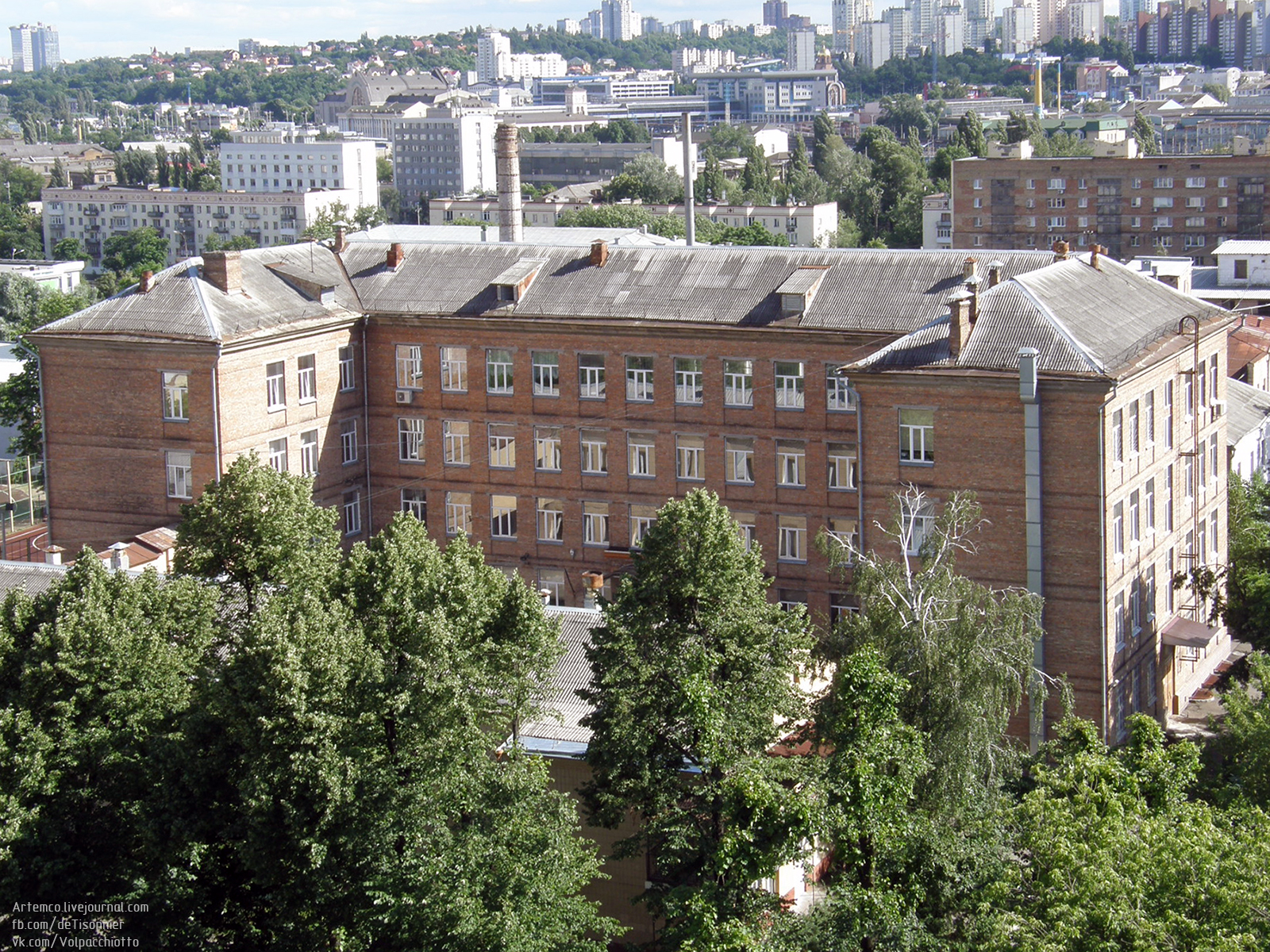
Київ, гімназія № 153
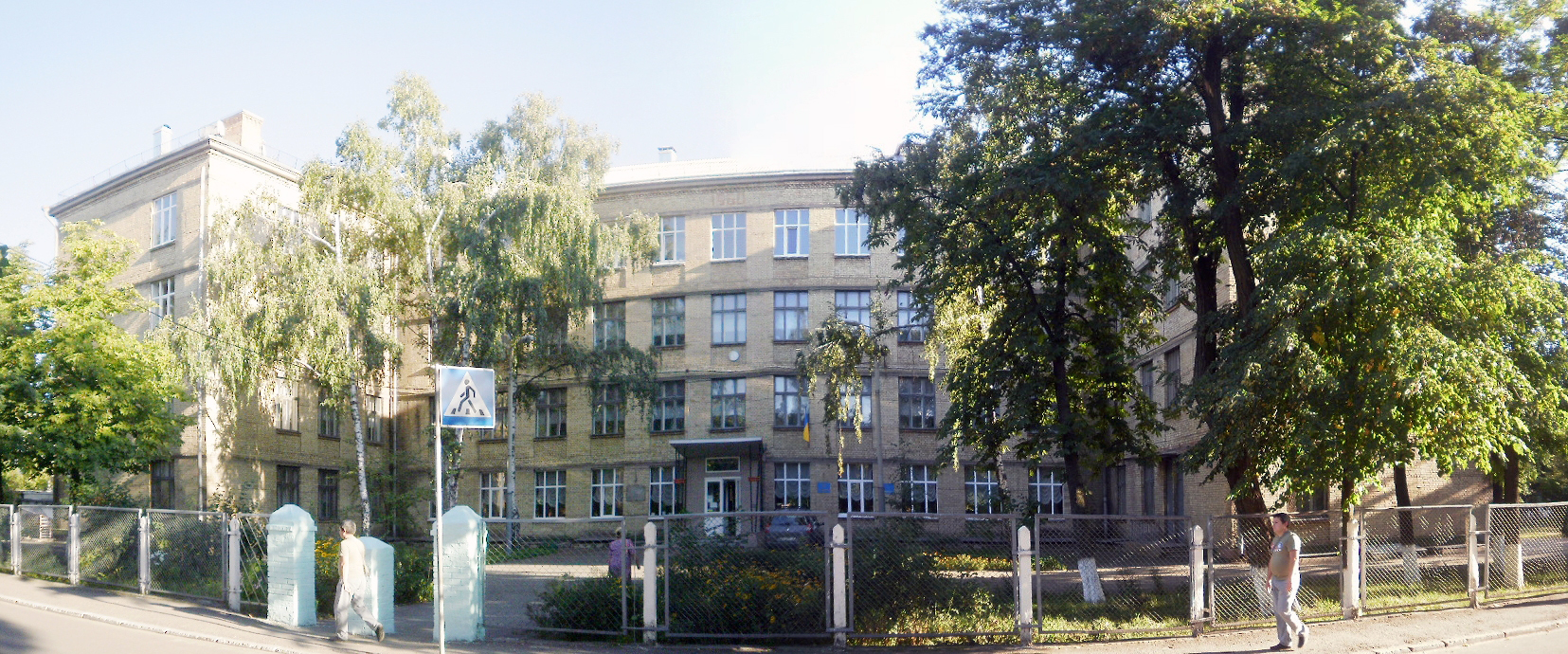
Київ, Дарниця, школа № 167